# Eurasisches Eichhörnchen
Das Eurasische Eichhörnchen (Sciurus vulgaris), häufig nur als Eichhörnchen bekannt, ist ein Nagetier aus der Familie der Hörnchen (Sciuridae). Es ist der einzige natürlich in Mitteleuropa vorkommende Vertreter aus der Gattung der Eichhörnchen und wird zur Unterscheidung von anderen Arten wie dem Kaukasischen Eichhörnchen und dem in Europa eingebürgerten Grauhörnchen auch als Europäisches Eichhörnchen bezeichnet.
Regionale Bezeichnungen des Tieres sind Eichkätzchen, Eichkatz(er)l, Eichkater, überdies – umgesetzt aus der jeweiligen Mundartform – Eicher(li) (Schweiz), Eichhase (Österreich), Baumfuchs (Hessen), Konradchen (Nassau), Eichhalm (Württemberg) sowie niederdeutsch Katteker (Katzeicher) und Ekenaape (Eichenaffe). Zur nicht restlos geklärten Wortherkunft siehe Artikel Eichhörnchen.

## Merkmale

### Körperbau und Maße

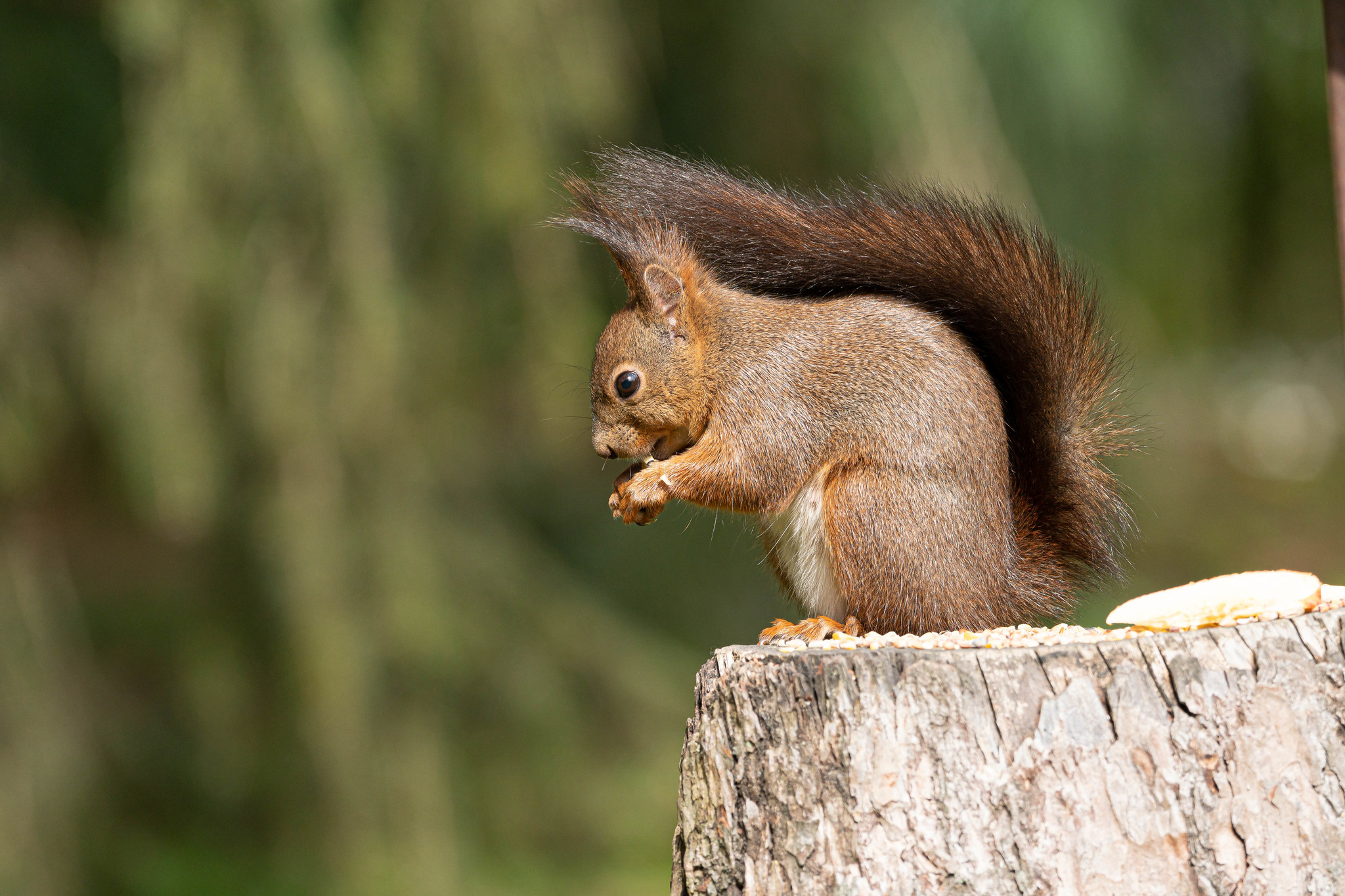
Eichhörnchen auf einem Wegpfosten

In seinem Körperbau ist das Eichhörnchen an eine baumbewohnende und kletternde Lebensweise angepasst. Es wiegt etwa 200–400 g. Die Kopf-Rumpf-Länge beträgt 20–25 cm. Der zweizeilig behaarte, buschige Schwanz ist 15–20 cm lang. Er dient beim Klettern als Balancierhilfe und beim Springen als Steuerruder. Beim Laufen wird der Schwanz stets in der Luft gehalten. Die Geschlechter sind anhand von Größe und Fellfarbe nicht zu unterscheiden.

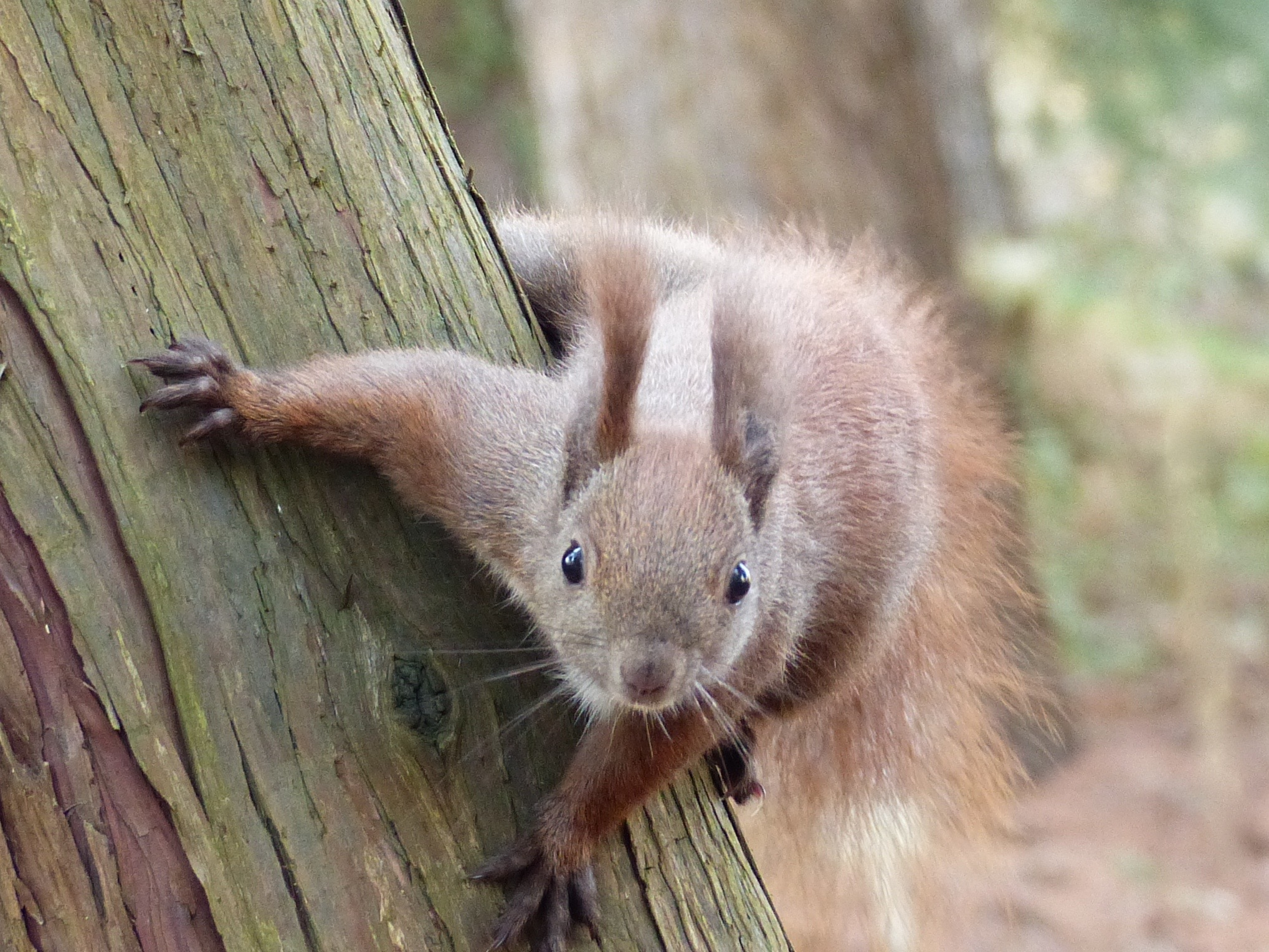
Die kräftigen Krallen helfen Eichhörnchen beim Klettern

Eichhörnchen gehören zu den Sohlengängern. Sie haben an den Vorderpfoten vier lange, sehr bewegliche, mit langen gebogenen Krallen ausgestattete Finger. Den verkümmerten Daumen haftet ein winziger Nagelrest an.  Die Hinterbeine sind überproportional lang, sehr kräftig und haben jeweils fünf Zehen. Die langen, gebogenen Krallen bieten den Eichhörnchen auch beim schnellen Kopfüber-Klettern an glatten Stämmen guten Halt.

### Schädel

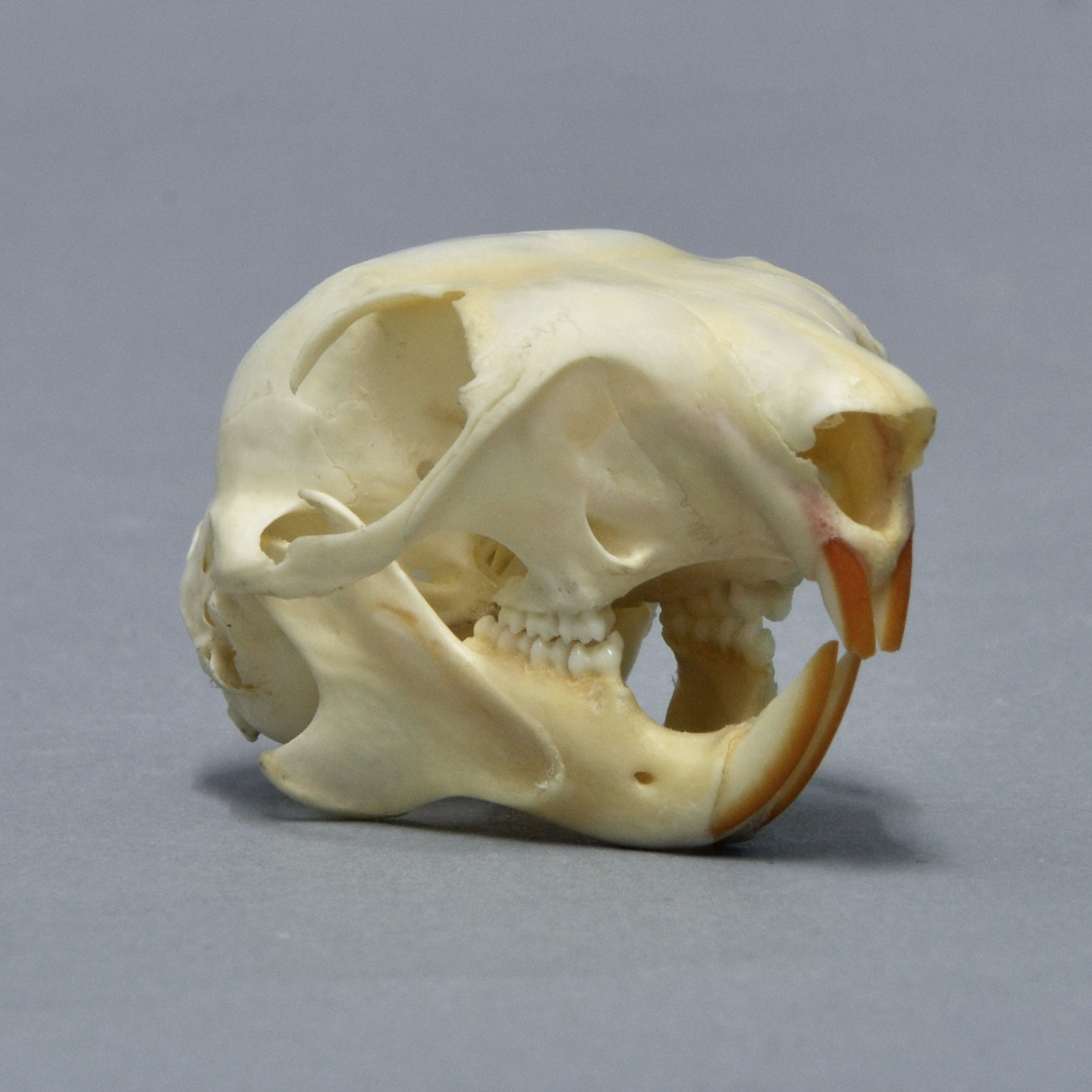
Schädel (Sammlung Museum Wiesbaden)

Der Schädel des Eichhörnchens ist breit, eben und abgerundet mit einem hohen, weitgehend eiförmigen Hirnschädel und einer kurzen, schmalen und hohen Schnauze. Im Vergleich zum Schädel des Grauhörnchens ist der Schädel des Eichhörnchens kleiner, der Hirnschädel ist höher, die Postorbitalfortsätze sind länger und schmaler, und die Stirn ist vorne zwischen den Augenhöhlen leicht eingedellt. Vom Kaukasischen Eichhörnchen unterscheidet sich das Eichhörnchen ebenfalls durch den höheren Hirnschädel sowie durch die längere Schnauze, den langen unteren Rand des Jochbogens, der mittig zum hinteren oberen Vorbackenzahn am Oberkiefer ansetzt, und größere Paukenblasen mit zwei statt drei Scheidewänden. Im Gegensatz zum Kaukasischen Eichhörnchen ist zudem die Breite des Unterkieferastes in der Mitte größer als die Länge der Backenzahnreihe.
Abhängig von der Unterart variieren die Schädelmaße des Eichhörnchens über das Verbreitungsgebiet. So nimmt die Größe des Schädels in ganz Eurasien unabhängig von Klimafaktoren von Norden nach Süden zu. In Europa ist diese Beziehung jedoch nicht sehr klar, und in Mitteleuropa wurde eine Größenzunahme von Süden und Westen nach Nordosten festgestellt. Die Condylobasallänge des Eichhörnchens beträgt 44,0–49,3 mm, die Basallänge 40,2–48,4 mm, die zygomatische Breite 29,0–35,2 mm, die Nasalialänge 14,0–18,7 mm und die Länge der oberen Backenzahnreihe 8,5–10,4 mm. Bei Jungtieren scheint der Schädel noch etwas über das erste Jahr hinaus zu wachsen. Ein Geschlechtsdimorphismus in Bezug auf die Schädelmaße besteht nicht.

### Gebiss
| 1 | · | 0 | · | 2 | · | 3 | = 22 |
| 1 | · | 0 | · | 1 | · | 3 | = 22 |

Das für Hörnchen typische Gebiss des Eichhörnchens weist in jeder Kieferhälfte einen Nagezahn, zwei Vorbackenzähne oben und einen Vorbackenzahn unten sowie drei Backenzähne auf. Eckzähne sind nicht vorhanden, die Gesamtzahl der Zähne beträgt 22.
Die Größe der Vorbacken- und Backenzähne nimmt von vorne nach hinten zu. Der vordere obere Vorbackenzahn des Eichhörnchens ist klein, stiftförmig, etwas einwärts gerückt, nahezu funktionslos und anders als beim Kaukasischen Eichhörnchen immer in beiden Kieferhälften vorhanden. Der hintere obere Vorbackenzahn entspricht in Form und Größe fast den oberen Backenzähnen. Wie diese weist er zungenseitig einen großen, halbmondförmigen Höcker und backenseitig vier Höcker auf. Von den höheren, zweiten und vierten Höckern ziehen Querleisten zum zungenseitigen Höcker. Am hinteren Vorbackenzahn ersetzt ein gut abgegrenzter Höcker die sonst mit dem vierten Höcker verbundene Leiste, und am hinteren Backenzahn fehlt sie. Der untere Vorbackenzahn und die unteren Backenzähne sind rautenförmig mit eingetieftem Zentrum. An den vier Ecken weisen sie je einen Haupthöcker auf. Vorne und an den beiden Seiten befindet sich je ein kleiner Nebenhöcker, der mit zunehmender Abnutzung verschwindet. Wiltafsky (1978) gibt die Anzahl der Zahnwurzeln beim vorderen oberen Vorbackenzahn mit eins, beim hinteren oberen Vorbackenzahn, bei den oberen Backenzähnen und beim unteren Vorbackenzahn mit drei und bei den unteren Backenzähnen mit vier an. Die Anzahl der Zahnfächer geben Niethammer und Krapp (1978) beim vorderen oberen Vorbackenzahn mit eins, beim unteren Vorbackenzahn mit zwei, beim hinteren oberen Vorbackenzahn, bei den oberen Backenzähnen und beim hinteren unteren Backenzahn mit drei sowie beim vorderen und mittleren unteren Backenzahn mit vier an.
Der hintere obere und der untere Vorbackenzahn haben Vorläufer im Milchgebiss, die im Alter von 16 Wochen ausfallen. Bei Jungtieren ist der hintere obere Vorbackenzahn wesentlich kleiner als die Backenzähne, seine Hinterkante ist stets stark abgenutzt, und er bildet mit der Vorderkante des vorderen oberen Backenzahns eine Kaufläche. Die Abnutzung der Vorbacken- und Backenzähne und das Wachstum des Wurzelzements können ebenfalls zur Altersbestimmung herangezogen werden.

### Behaarung und Färbung
Die dichte Behaarung ist kurz, seidig bis gröber (8.000 bis 10.000 Haare pro cm²). Die Länge der Grannenhaare beträgt auf der Nase 3–11 mm (Mittelwert 5,9 mm), am Bauch 13–23 mm (Mittelwert 16,4 mm) und auf dem Rücken 17–23 mm (Mittelwert 22,5 mm). Im Haargrund haben die Haare einen Durchmesser von 0,04 mm, im Bereich der Granne steigt der Durchmesser bis auf 0,12 mm. Die Wollhaare sind unterschiedlich lang, gewellt oder spiralförmig gewunden. Ihr Durchmesser beträgt 0,010–0,015 mm. Sie sind zur Spitze und zur Haarzwiebel hin verjüngt. Die ausgewachsenen Ohrpinselhaare sind 3–5 cm lang, die Schwanzhaare 5–8 cm (gelegentlich auch bis 10 cm) lang.
Die Oberseitenfarbe variiert von Hellrot bis zu Braunschwarz; die Bauchseite ist, sauber abgegrenzt vom Rückenfell, weiß oder cremefarben. Das Winterfell ist wesentlich dichter als das Sommerfell. Im Winter wird die Fellfarbe oft dunkler und kann auch graue Farbtöne annehmen. Im Winterfell haben Eichhörnchen bis zu 3,5 cm lange rotbraune Ohrpinsel. Im Sommerfell sind diese Ohrpinsel klein oder nicht vorhanden. Im Winter sind außerdem die sonst nackten Fußsohlen behaart.

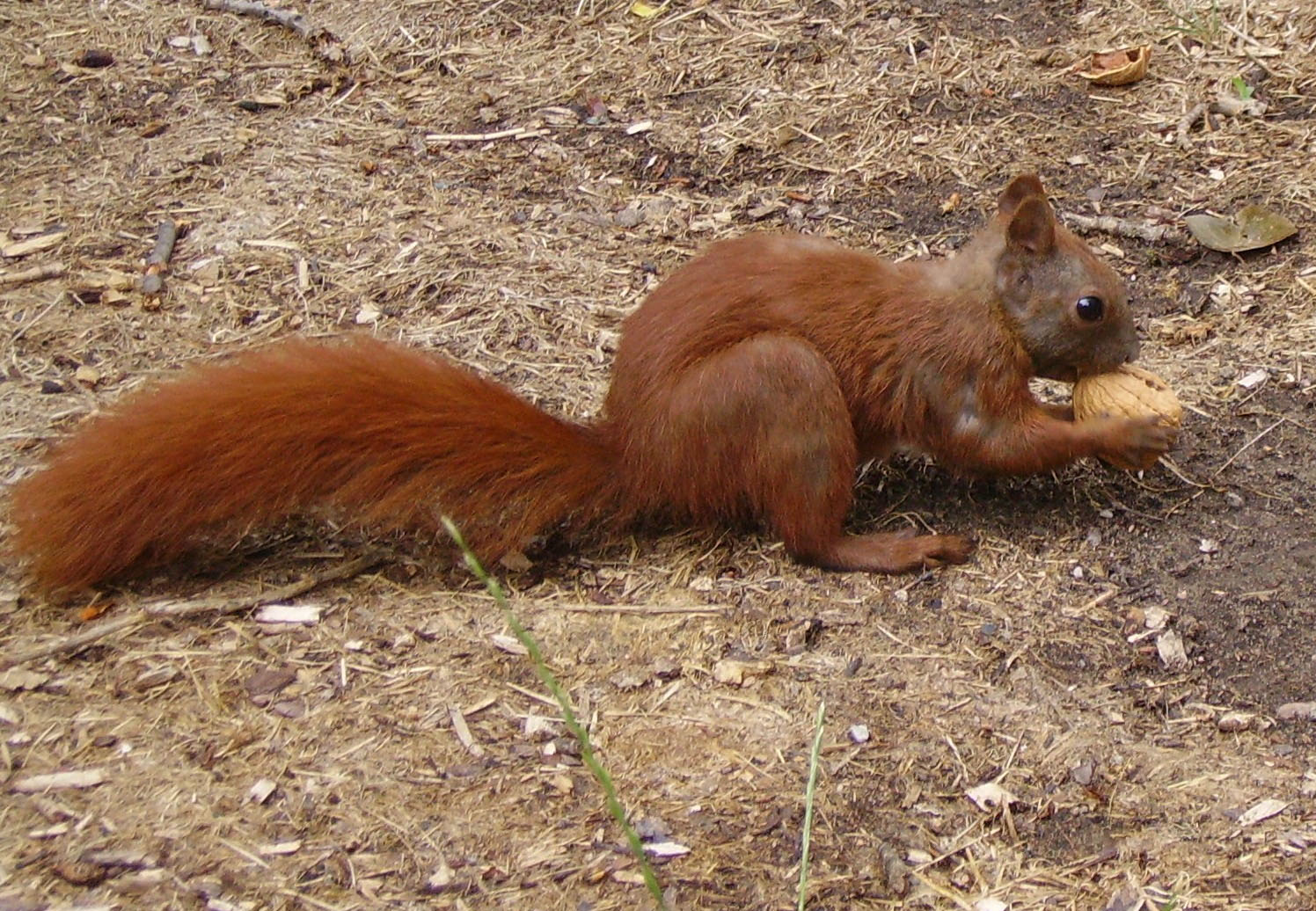
Mit Sommerfell
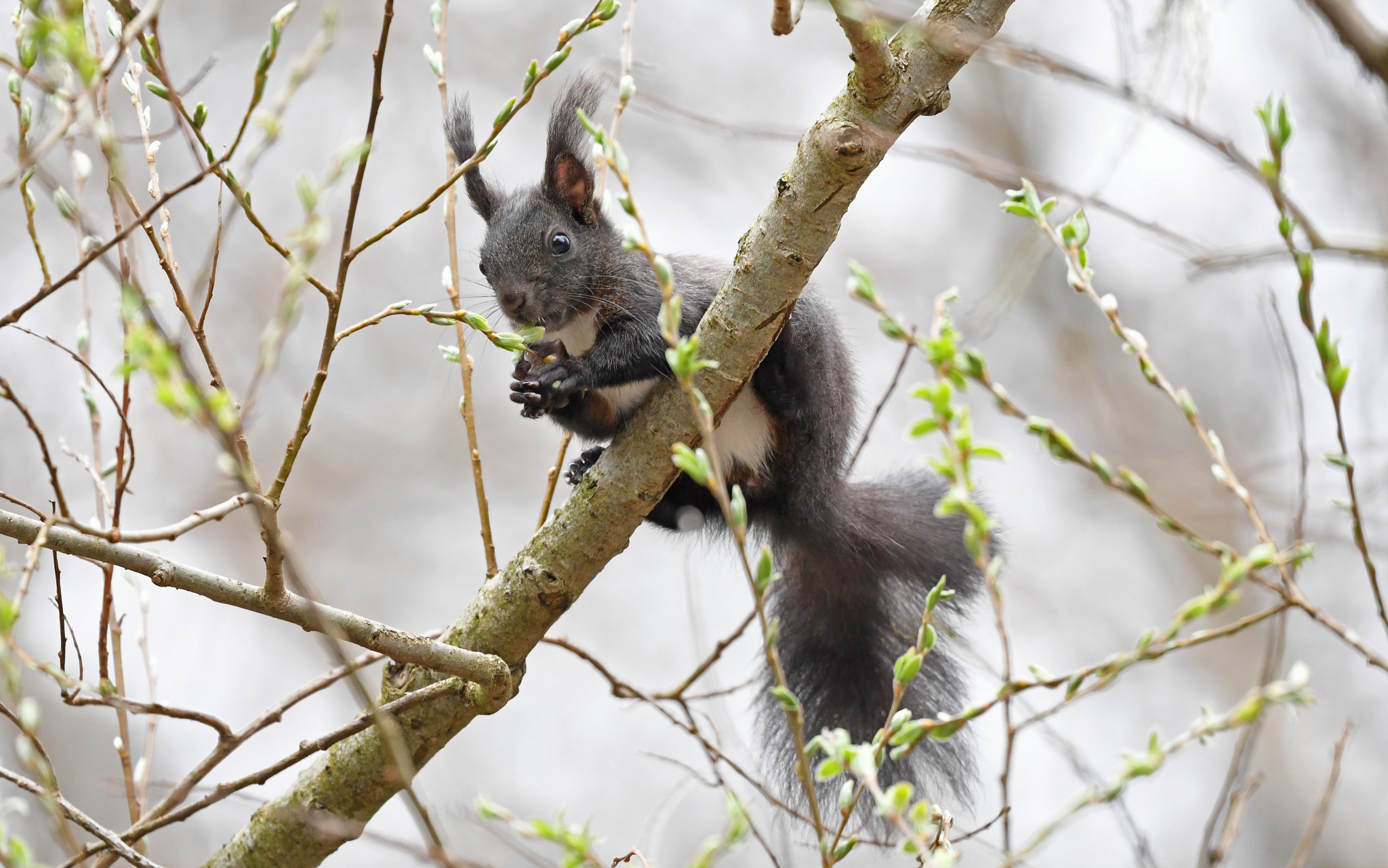
Dunkelbraune Farbvariante
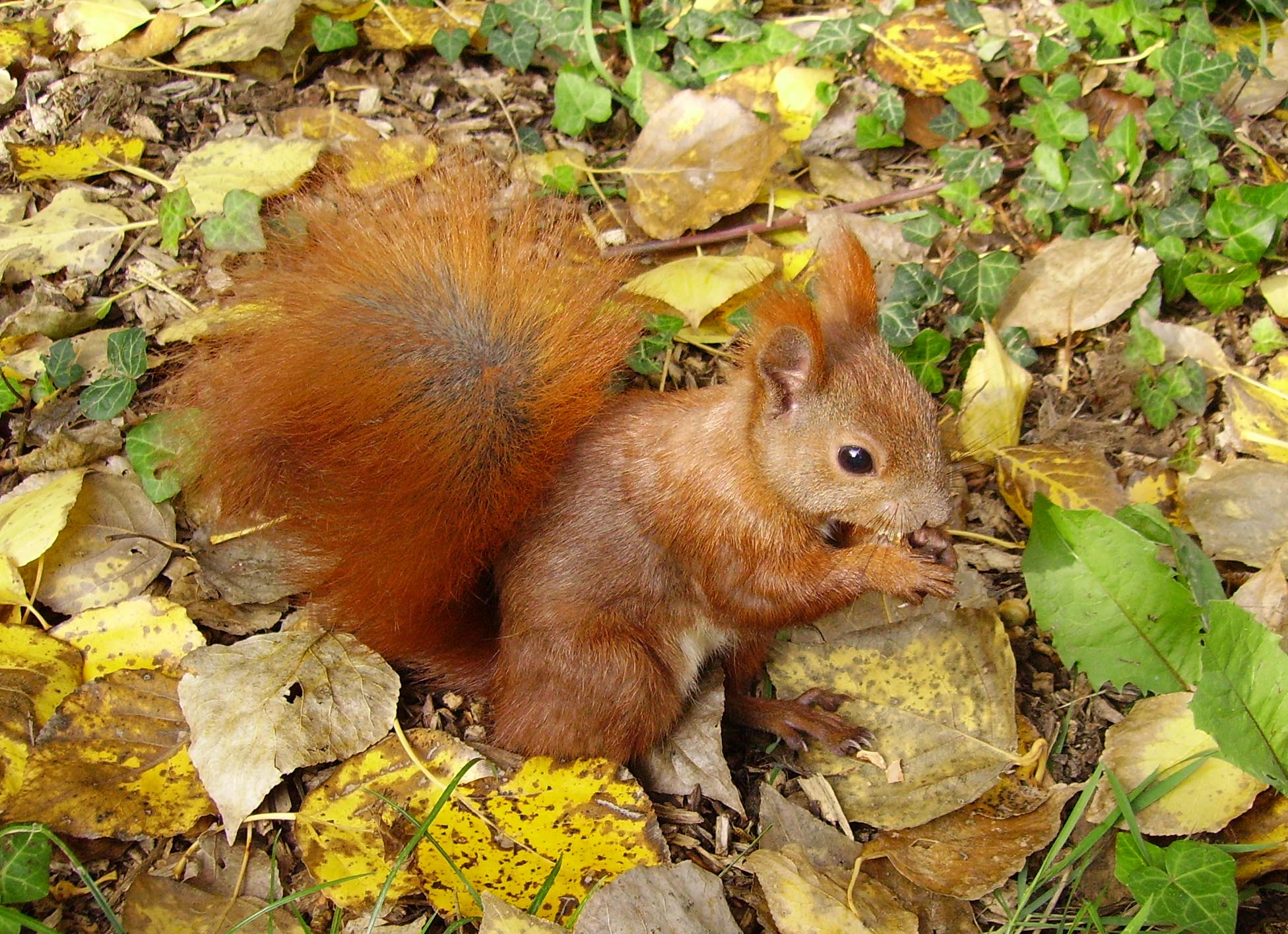
Im Herbst mit Ohrpinseln
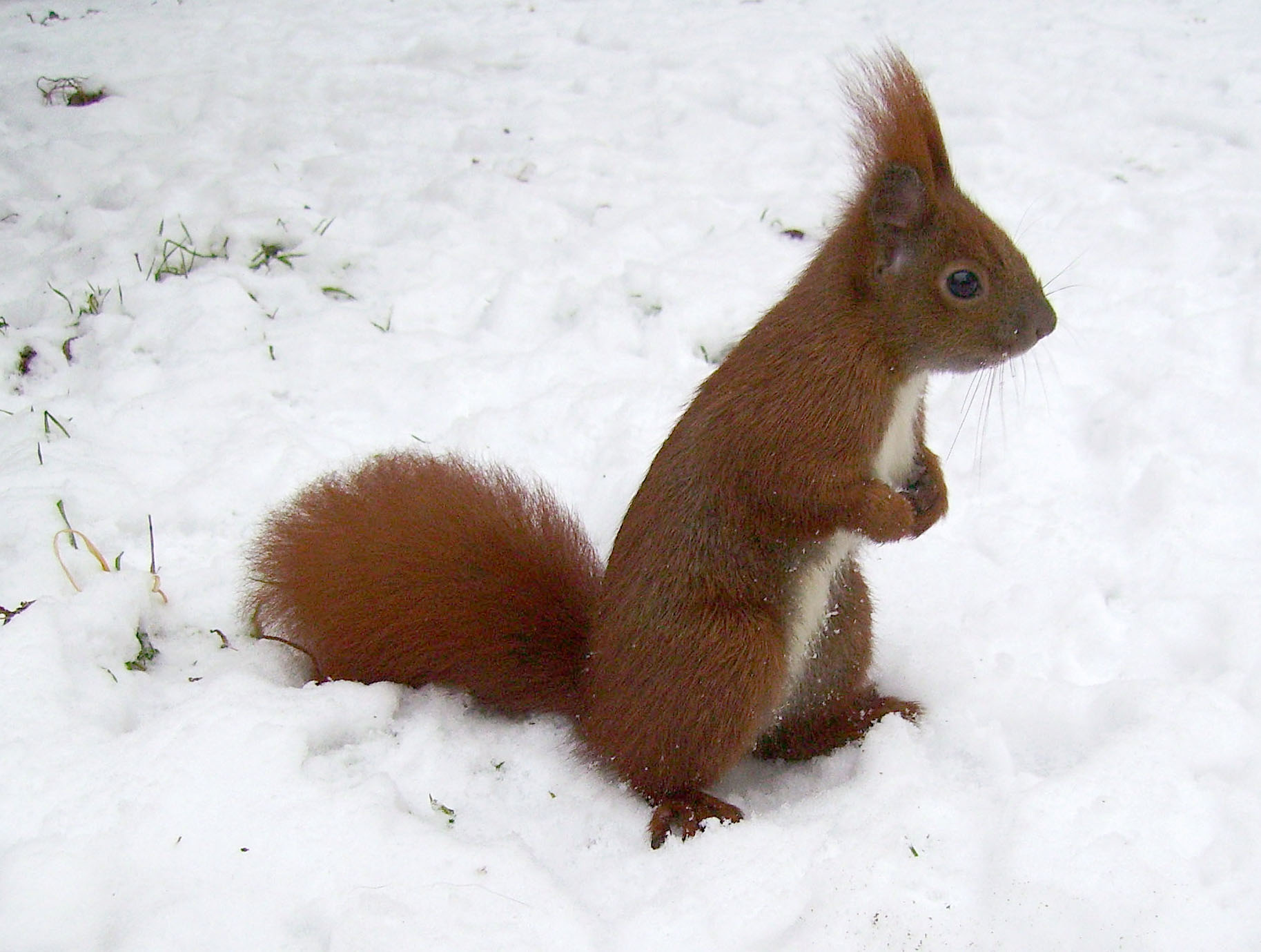
Mit Winterfell

Albinismus und Melanismus sind auf dem europäischen Kontinent recht häufige Phänomene unter Eichhörnchen.
Das Eichhörnchen wechselt zweimal jährlich das Fell. Der Haarwechsel im Frühjahr verläuft vom Kopf über den Rücken und die Körperseiten bis zu den Hinterschenkeln, der Herbsthaarwechsel verläuft in umgekehrter Richtung, beginnend an der Schwanzwurzel hin zum Kopf. Ohren und Schwanz wechseln ihr Haar nur einmal im Jahr. Zuerst gehen im Frühjahr ein Teil der Grannen und die gesamte Unterwolle des Schwanzes aus. Während des Sommers erneuern sich die Schwanzhaare dann völlig, beginnend von der Mitte, zu den Seiten hin endend. Die Ohrpinselhaare wachsen vom Sommer bis in den Winter hinein. Der Haarwechsel im Frühjahr dauert etwas länger als der Herbsthaarwechsel. Weibchen beginnen den Frühjahrshaarwechsel etwas später als die männlichen Tiere, beim Werfen der Jungen haben sie ihn abgeschlossen.

## Verbreitung und Lebensraum

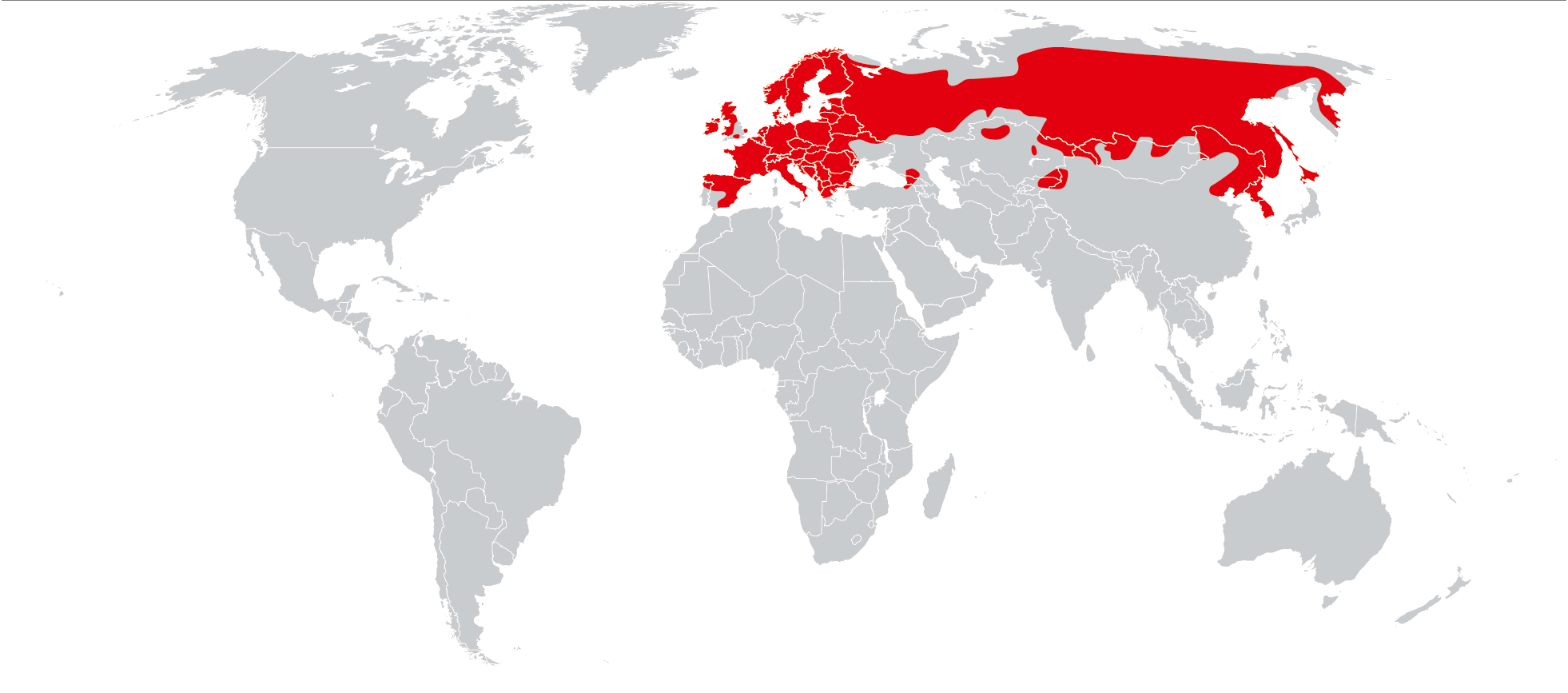
Lebensraum der eurasischen Eichhörnchen

Das Verbreitungsgebiet des Eurasischen Eichhörnchens ist paläarktisch und umfasst beinahe ganz Europa einschließlich Großbritanniens und Irlands sowie große Teile von Nordasien vom Ural ostwärts bis an die Pazifikküste in Kamtschatka, der Volksrepublik China und Korea sowie die Inseln Sachalin und Hokkaidō. In Europa fehlt es nur im Südosten Englands sowie im Südwesten Spaniens und dem Süden Portugals und in manchen Regionen Italiens. In der Balkanregion kommt die Art nur sporadisch vor und auf den meisten Inseln des Mittelmeeres ist das Eichhörnchen nicht anzutreffen. In der Türkei umfassen die Vorkommen die europäischen Teile (Ostthrakien) sowie die nordöstliche Türkei.
Eichhörnchen kommen bis in einer Höhe von 2000 Meter, nach anderen Angaben bis 3100 Meter in den Alpen, vor.
Die typischen Lebensräume sind, auf das gesamte Verbreitungsgebiet bezogen, überwiegend boreale Nadelwälder. Nur im europäischen Teil des Verbreitungsgebiets sind Eichhörnchen auch in Laub- und Mischwäldern heimisch. Als Kulturfolger sind sie dort heute in Parks und Gärten häufig zu finden.

## Lebensweise

### Aktivität

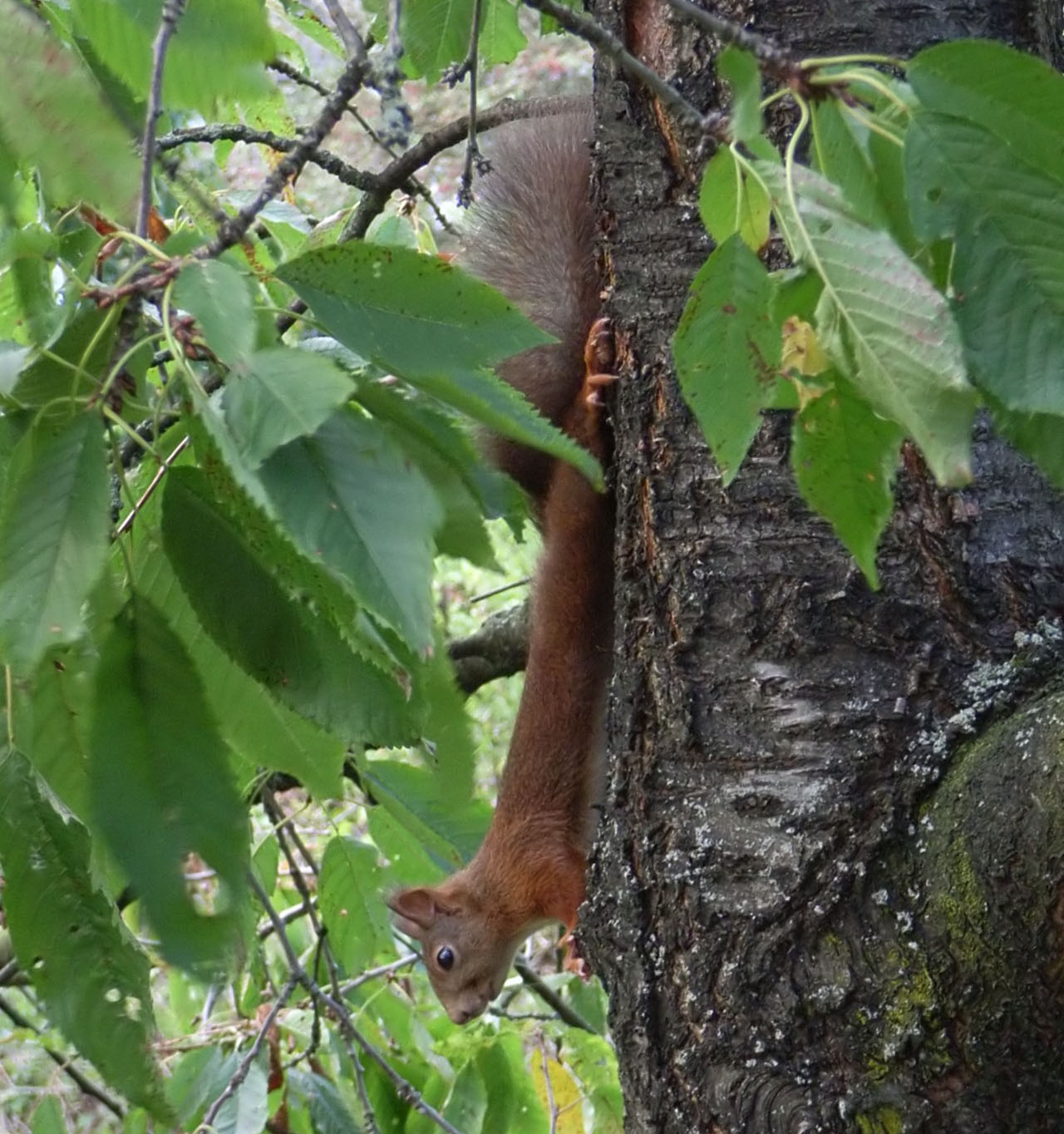
Eichhörnchen klettert kopfüber

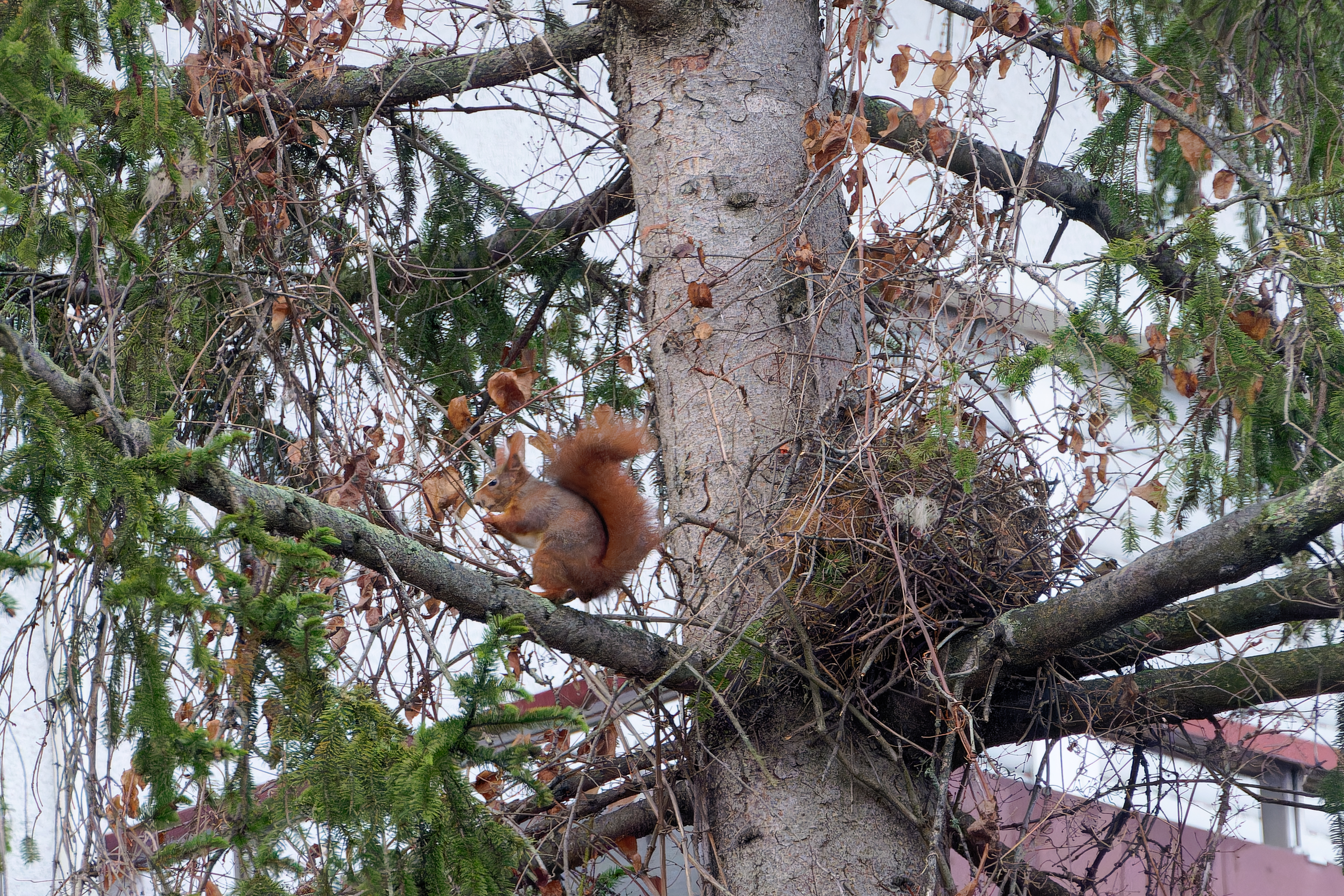
Ein Eichhörnchen neben seinem Kobel

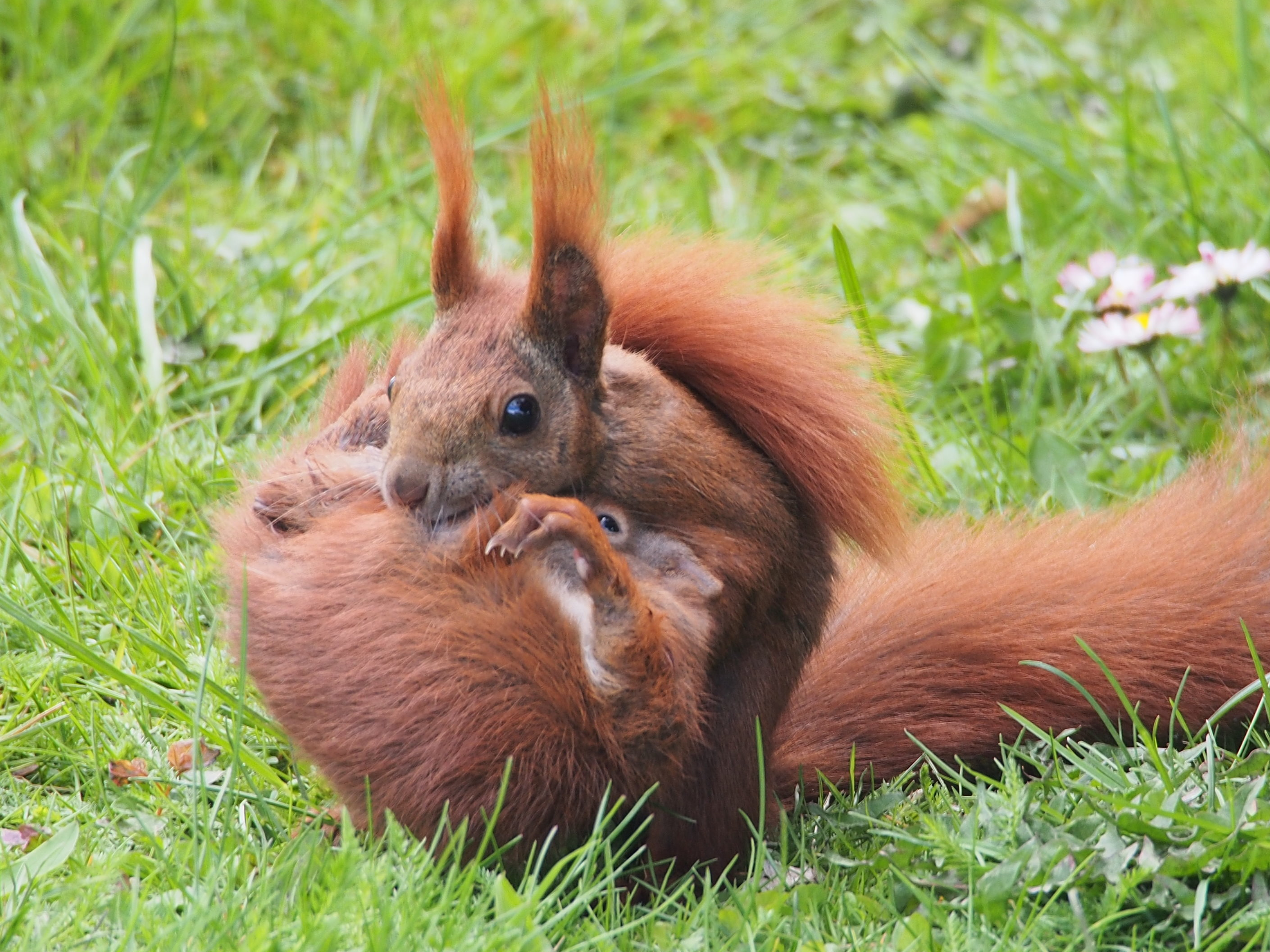
Eichhörnchen transportiert sein Jungtier in Tragestarre

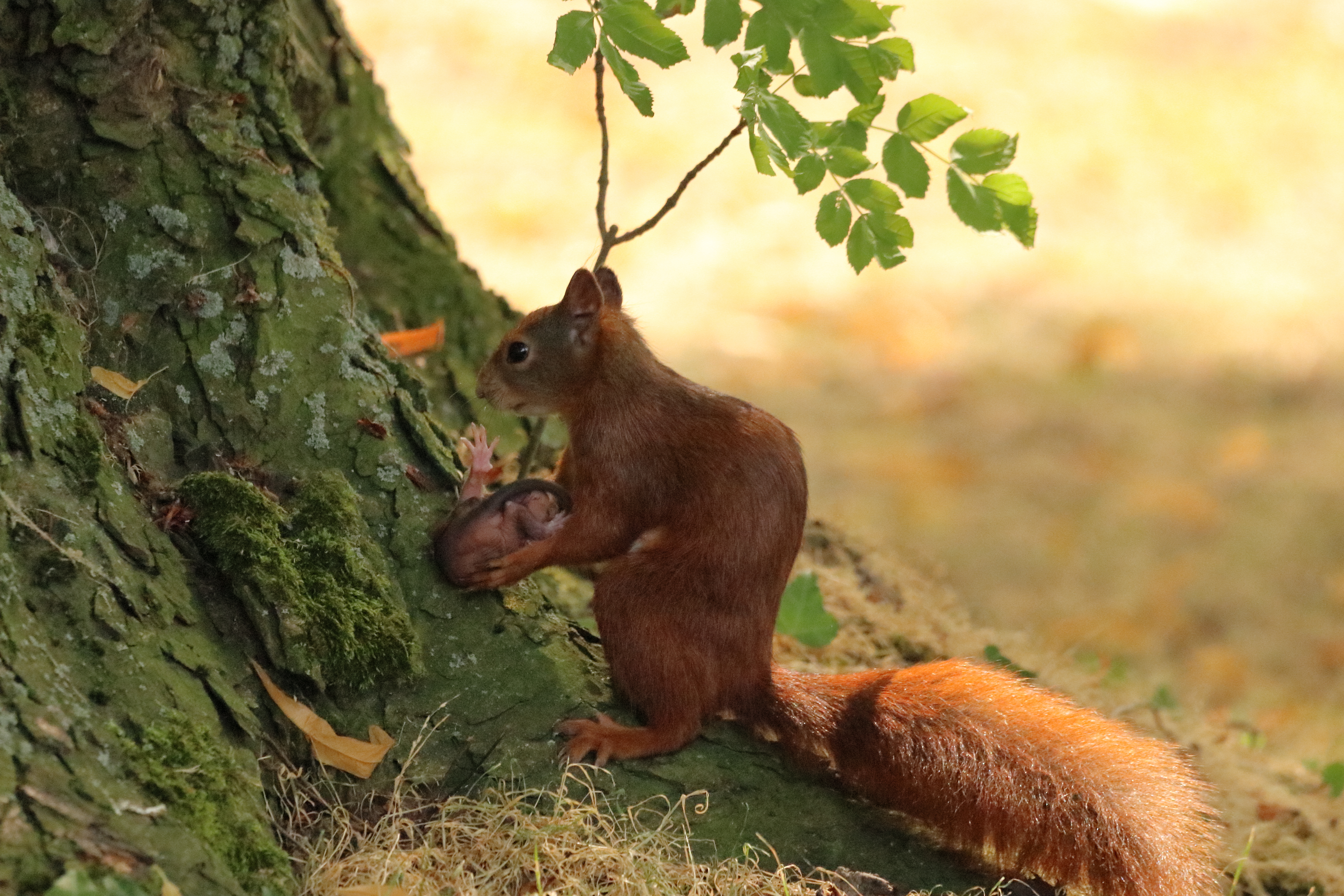
Eichhörnchen mit Jungtier

Eichhörnchen sind tagaktiv. Die Tiere klettern sehr geschickt und bewegen sich stoßweise voran, ihre Bewegungen sind sehr schnell und präzise. Dabei spielt es keine Rolle, ob sie einen Baumstamm oder eine raue Hausfassade hinauf- oder mit dem Kopf voran hinunterklettern. Wenn sie abwärts klettern, drehen sie ihre hinteren Pfoten nach außen und hinten. Mit einem Sprung können die Tiere leicht Entfernungen von vier bis fünf Metern überbrücken. Eichhörnchen wagen sich wegen ihres geringen Gewichtes auch auf sehr dünne Zweige, dabei bewegen sie sich stets springend vorwärts und sind damit jedem Verfolger absolut überlegen. Auch auf dem Boden bewegen sie sich in Sprüngen, nicht im Galopp wie andere Vierbeiner; dabei sind sie relativ langsam und können leicht von Hunden und Katzen gegriffen, auf Straßen auch von Autos überfahren werden. Immer öfter wird beobachtet, dass Eichhörnchen als deutliche Kulturfolger auch an Hausfassaden herumklettern, sofern es dort mehr als die absolut glatte Wand gibt, und sich auf Balkonen und Dachterrassen füttern lassen bzw. selbst mit Nahrung (z. B. Vogelfutter aus Vogelhäuschen) versorgen.
Zum Schlafen und Ruhen bauen Eichhörnchen Nester, die Kobel genannt werden. Das sind hohlkugelförmige Bauten. Sie werden in einer Astgabel oder an der Basis eines Astes platziert, normalerweise in Höhen über sechs Metern. Der Durchmesser des Nestes beträgt etwa 30–50 cm, während der Innendurchmesser bei 15–20 cm liegt. Der Kobel wird aus Zweigen, Nadeln und Blättern errichtet, innen wird er mit Moosen, Blättern und Gras ausgepolstert. Er ist beinahe wasserdicht; durch die dicke Wandstärke bietet er im Winter einen guten Wärmeschutz. Die Kobel haben mindestens zwei Schlupflöcher, von denen eines immer nach unten weist, weil Eichhörnchen, anders als Vögel, von unten in ihre Behausung gehen.
Der Bau eines Kobels dauert etwa drei bis fünf Tage. Da es recht häufig vorkommt, dass die Tiere wegen Parasitenbefall oder Störungen umziehen müssen, bauen sie zwei bis acht Nester und nutzen alle Nester in unregelmäßigem Wechsel. Dabei wird zwischen Schlafkobeln für die Nacht und Schattenkobeln für Ruhephasen am Tage unterschieden. Auch werden verlassene Höhlen von Spechten gern genutzt, ebenso verlassene Vogelnester als Fundament für den Kobel.
Das Eichhörnchen ist ganzjährig aktiv, es hält keinen echten Winterschlaf. Allerdings kann es in strengen Wintern verminderte Aktivität zeigen, bei der es das Nest nicht verlässt (Winterruhe). In sehr warmen Sommern halten sie in ihren Kobeln ausgiebigen Mittagsschlaf. An heißen Tagen streifen sie dann nur sehr früh am Morgen oder am Abend umher, um sich mit Nahrung zu versorgen.

### Raumorganisation
Der Aktionsraum eines Eichhörnchens variiert je nach Gegend. Auf Inseln gibt es Tiere mit Aktionsräumen von unter einem Hektar, während diese im Bayerischen Wald bis 47 ha groß sein können.
Männchen haben größere Aktionsräume als Weibchen. In England betragen die der Männchen 23–40 ha, die der Weibchen 14–26 ha. Die Aktionsräume verschiedener Individuen überschneiden einander. Wenn Weibchen Junge haben, verringern sie die Größe ihres Aktionsraums. Innerhalb dieses Gebiets werden Wege und Aufenthaltsorte mit Urin und mit einem Sekret der Kinndrüsen markiert.
Eichhörnchen bauen ihre Nester (Kobel oder auch Kogel) in der Regel in Form eines kugelförmigen Baus aus Zweigen und Blättern in Baumhöhlen oder Astgabeln. Manchmal werden auch Vogelnistkästen von Eichhörnchen dafür zweckentfremdet. Zudem besitzen Eichhörnchen meistens nicht nur einen solchen Kobel, sondern oft mehrere und bis zu 5 Stück. Diese redundanten Nester sind wegen Fressfeinden, Parasitenbefall oder einer eventuellen Zerstörung durch Mensch oder Natur sinnvoll, um jederzeit über ein adäquates Ausweichquartier zu verfügen.

### Sozialverhalten
Eichhörnchen sind meist Einzelgänger. Nur zur Paarungszeit verfolgen die Männchen die Weibchen innerhalb der Baumkronen. Sie bewohnen ihre Kobel in der Regel alleine.
Eine Ausnahme bildet die Paarungszeit, während der sie sich einen Kobel mit einem Partner teilen können. Im Winter finden sich Eichhörnchen manchmal aber ebenso zusammen, um gemeinsam im Nest zu schlafen und der Kälte zu trotzen.
Innerhalb einer Gruppe dominieren die größeren und älteren Tiere. Männchen sind größeren und älteren Weibchen gegenüber nicht unbedingt dominant, allerdings dominieren sie Weibchen gleicher Größe und gleichen Alters.

### Ernährung
Eichhörnchen gehören zu den Allesfressern. Dabei variiert die Nahrung der Tiere je nach Jahreszeit. Sie besteht in erster Linie aus Beeren, Nüssen und anderen Früchten sowie Samen. Daneben werden auch Knospen, Rinde, Baumsaft, Blüten, Flechten, Körner, Pilze, Obst und wirbellose Tiere wie beispielsweise Würmer gefressen. Auch Vogeleier und Jungvögel sowie Insekten, Larven und Schnecken gehören zum Nahrungsspektrum. Typischerweise wird die Nahrung beim Fressen in den Vorderpfoten gehalten.
Eichhörnchen verbrauchen die Samen von bis zu 100 Fichtenzapfen pro Tag; durchschnittlich sind es täglich 80–100 g. Eichhörnchen unterscheiden sich beim Fichtenzapfenschälen von anderen Nagern dadurch, dass sie die Deckschuppen der Zapfen mit ihrer großen Körperkraft einfach abreißen. Dagegen müssen zum Beispiel Mäuse die Schuppen abbeißen, um an die nahrhaften Samen zu gelangen. Eichhörnchen öffnen Haselnüsse und Walnüsse innerhalb weniger Sekunden. Mit den unteren Schneidezähnen nagen sie mit schabenden Bewegungen zunächst ein Loch in die Nuss. Ist das Loch groß genug, setzen sie die unteren Schneidezähne wie einen Hebel ein und sprengen ein Stück Schale heraus. Dies ist ein erlerntes Verhalten; es ist nicht angeboren. Eichhörnchen benötigen zusätzlich aufgenommenes Wasser.

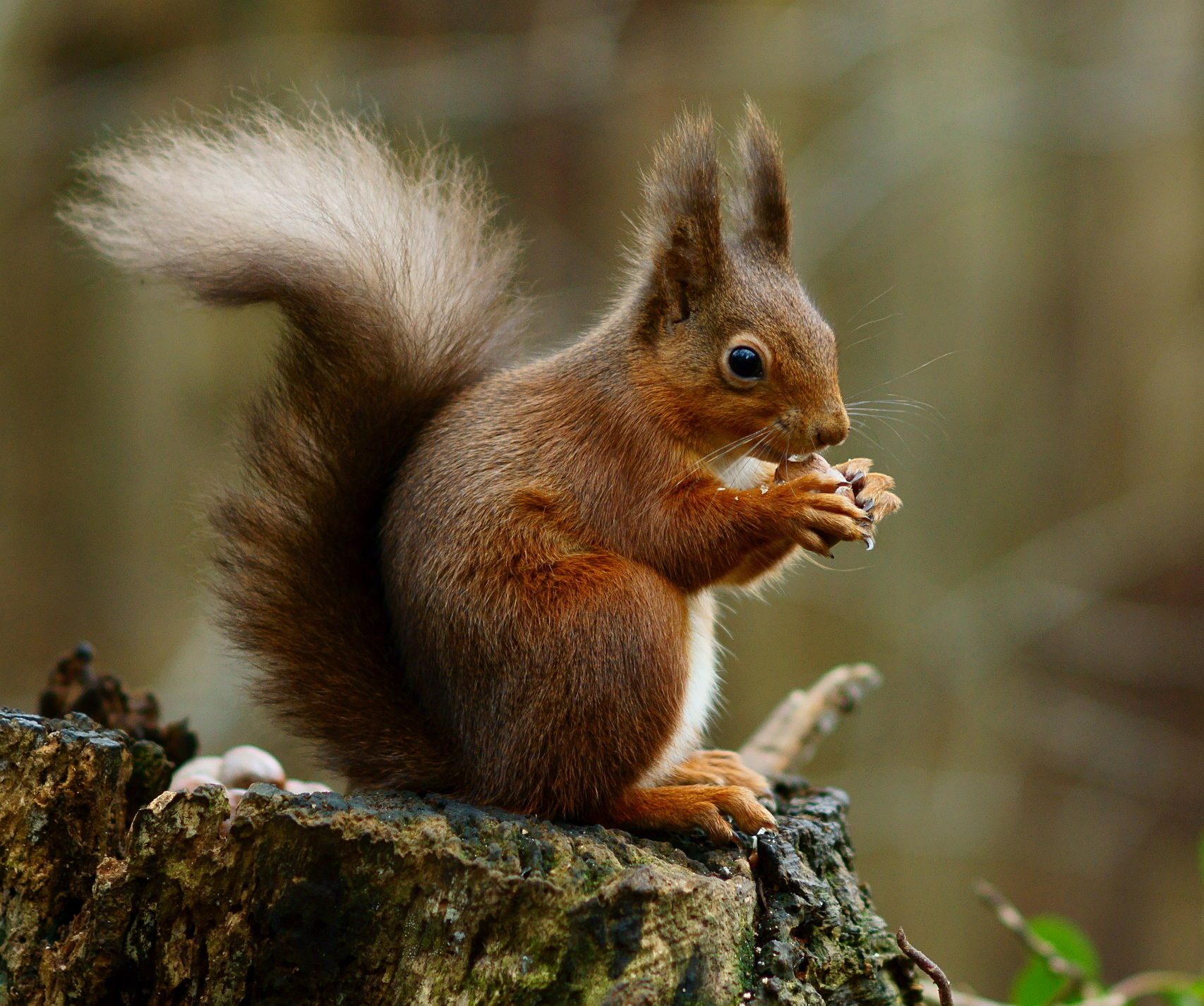
Eichhörnchen beim Fressen einer Nuss
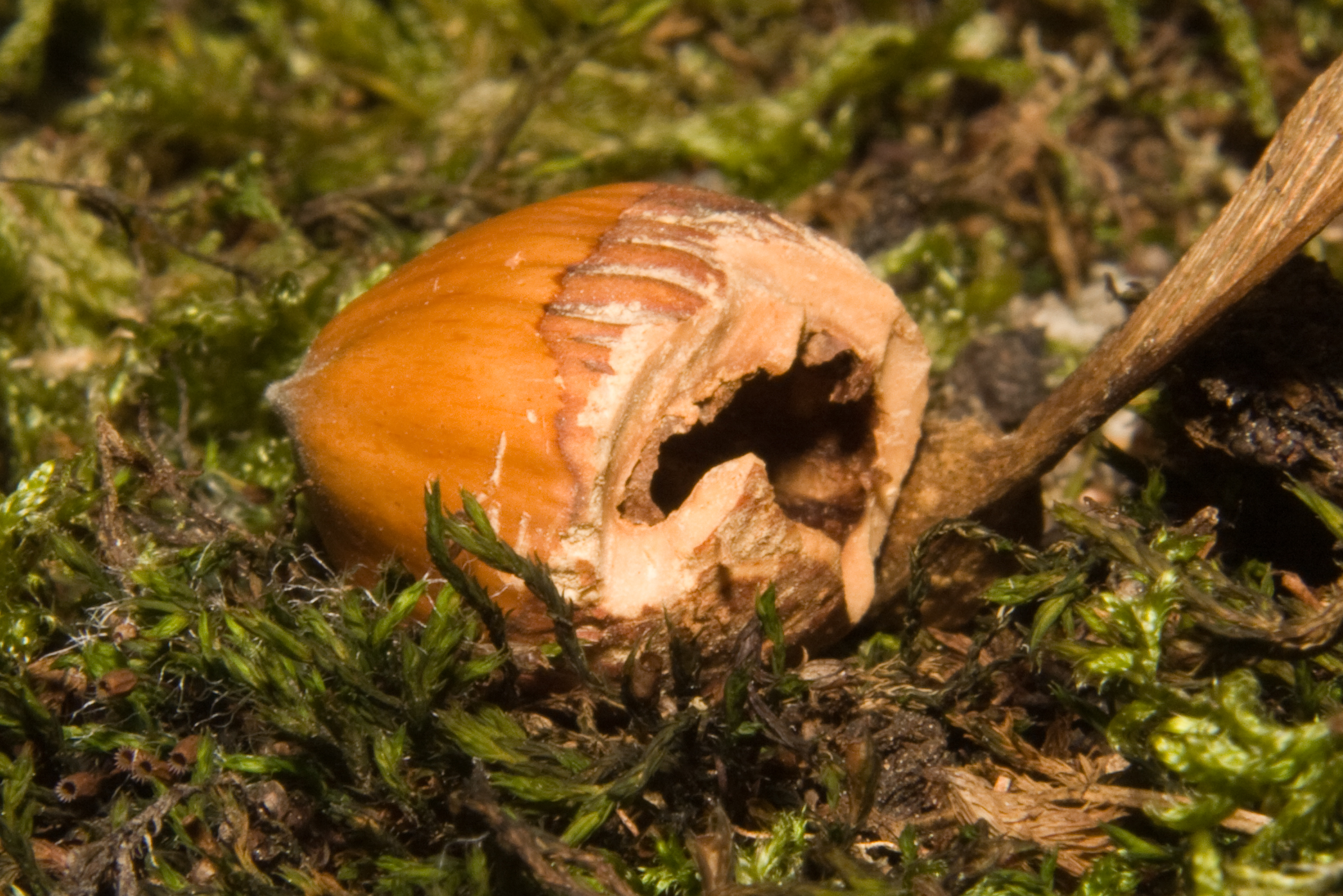
Benagte Haselnuss
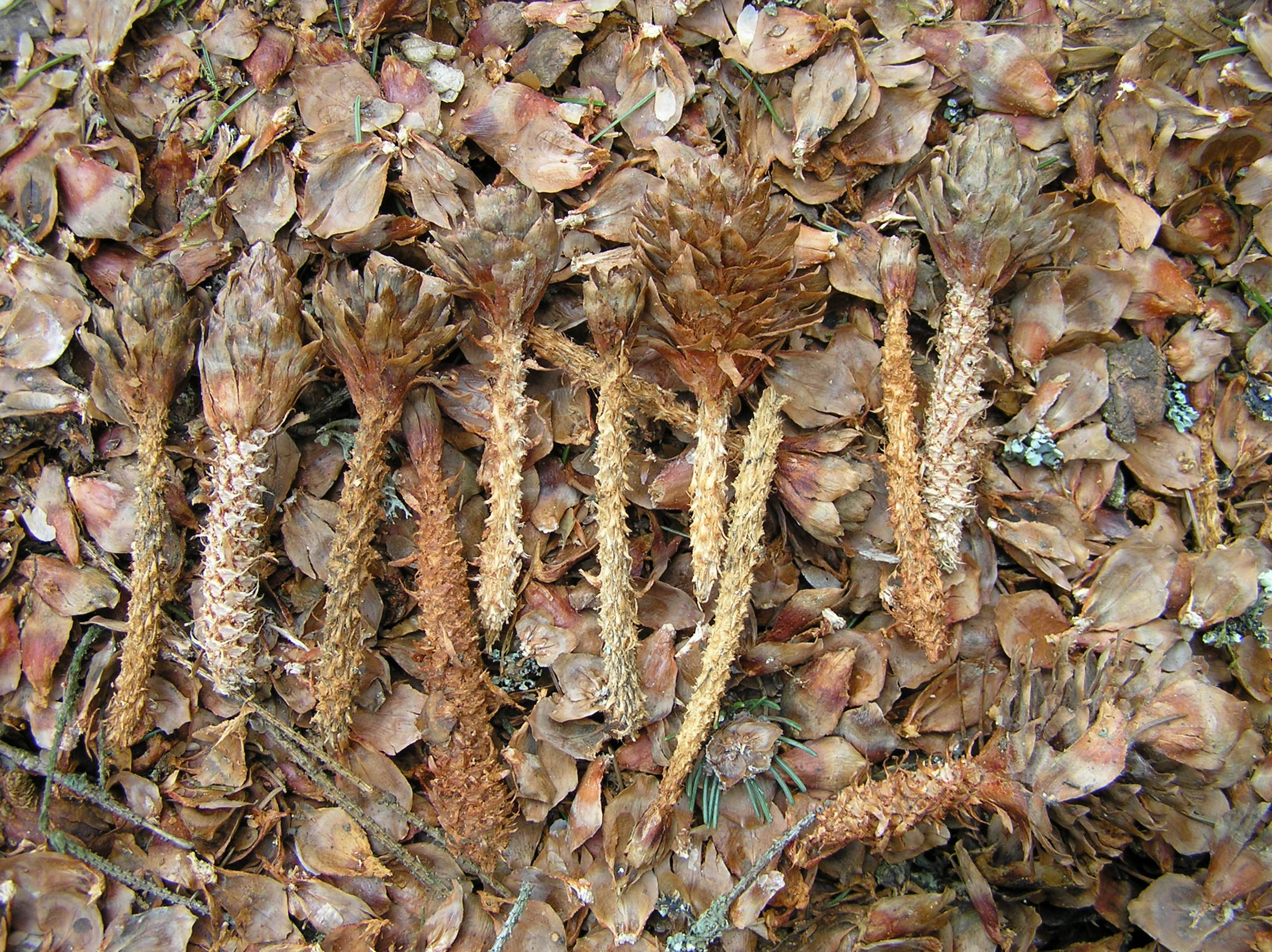
Benagte Fichtenzapfen
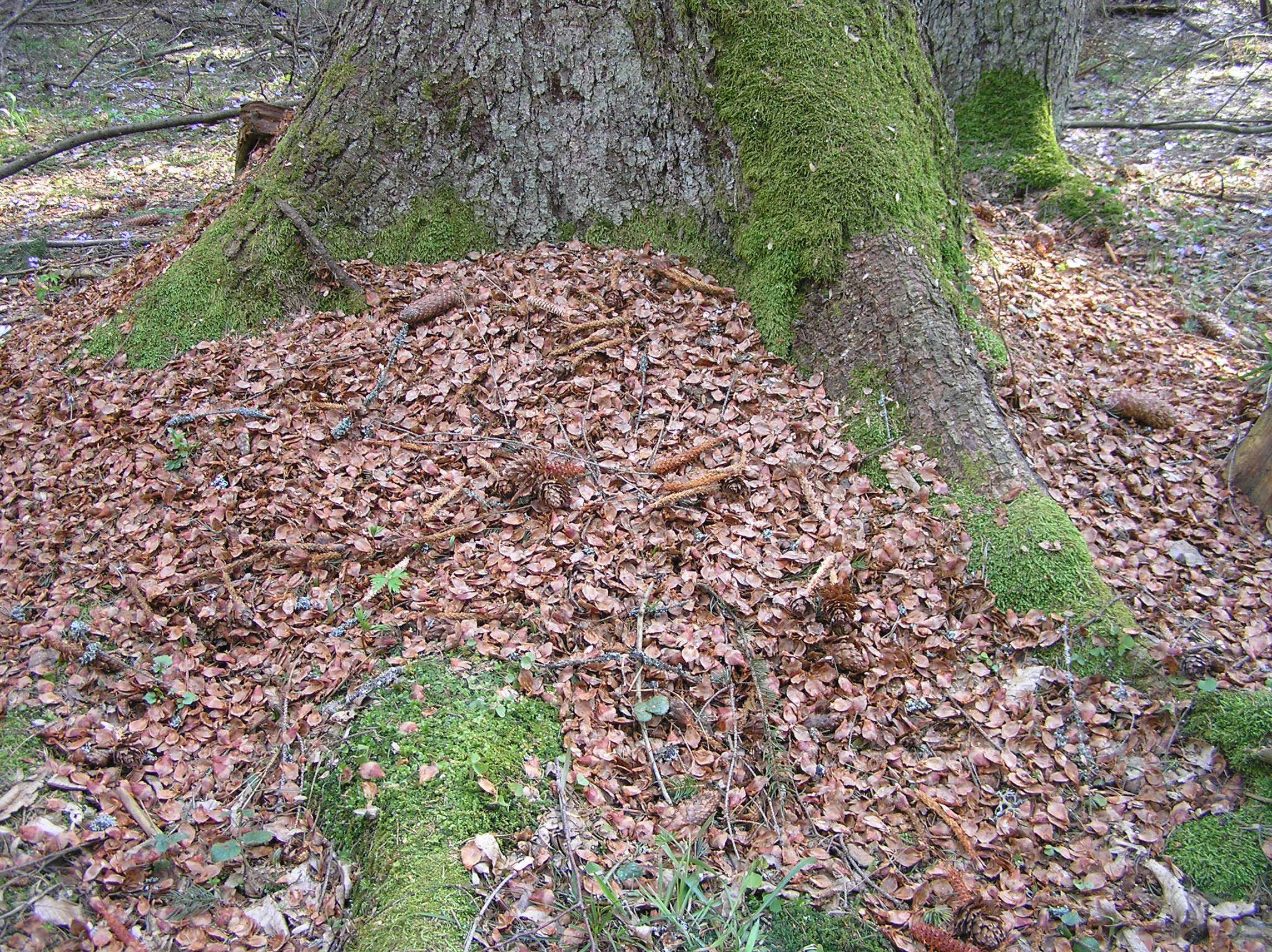
Eichhörnchen-Abfallhaufen
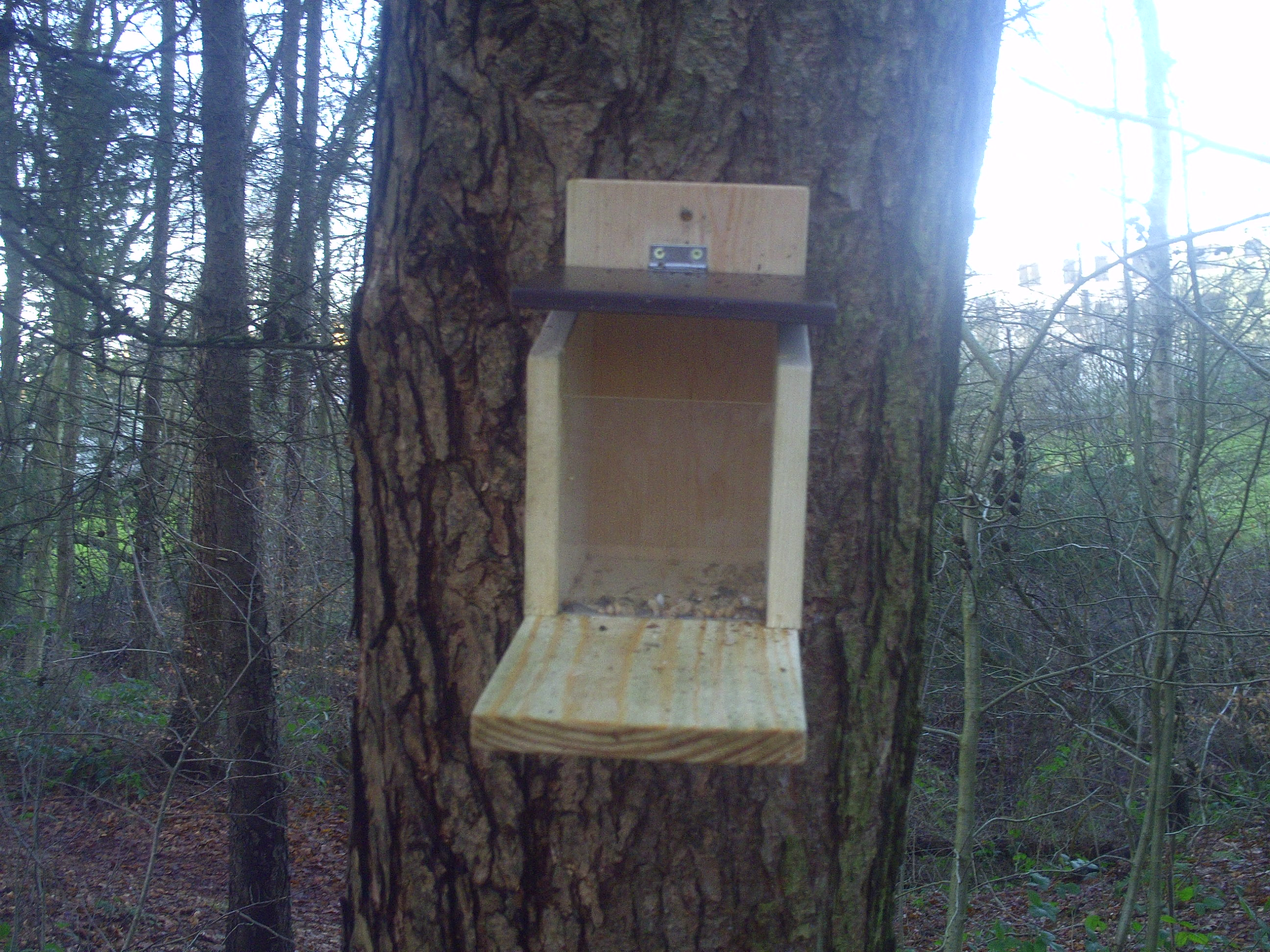
Futterbox für Eichhörnchen, zur Nahrungsergänzung in Wintermonaten
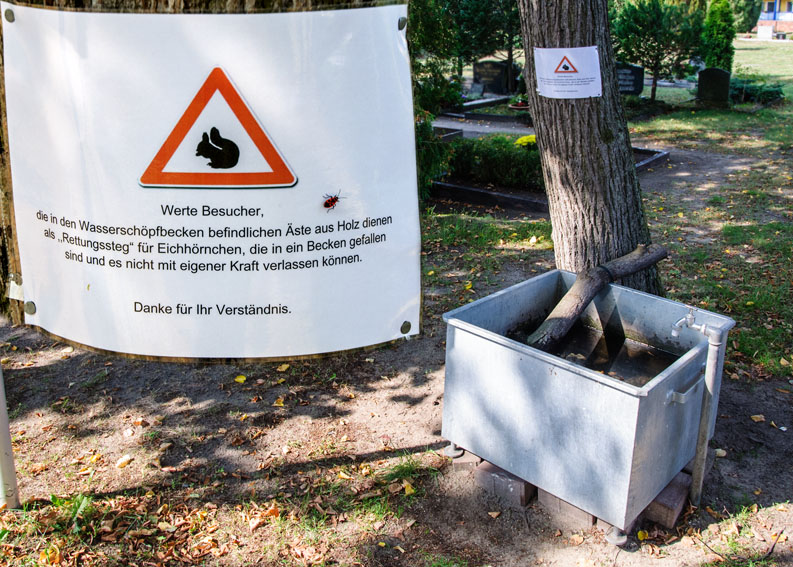
Tränke auf dem Friedhof

Eichhörnchen legen im Herbst Vorräte für den Winter an. Dafür ist es wichtig, dass sie ausreichend Nahrung finden, um die Vorratslager zu füllen. Nicht immer gelingt dies, in strengen Wintern verhungern unter Umständen viele der Tiere. Sie vergraben die Nahrung entweder im Boden, oft in der Nähe von Baumwurzeln, oder verstauen sie in Rindenspalten oder Astgabeln als Wintervorrat. Im Kobel lagern sie keine Vorräte. Die Einlagerung im Boden erfolgt immer gleich: Loch scharren, Nahrung hineinlegen, zuscharren, die Erde festdrücken, mit der Schnauze nachstoßen.
Im Winter dienen die Vorräte oft als einzige Nahrungsquelle. Werden die eingegrabenen Vorräte vergessen, beginnen die Samen im Frühjahr zu keimen. Deshalb spricht man den Eichhörnchen eine wichtige Rolle bei der Erneuerung und Verjüngung des Waldes zu. Für das Wiederfinden der im Herbst gesammelten Nahrung ist der Geruchssinn sehr wichtig. Auch wenn sich Eichhörnchen einige ihrer vergrabenen Vorräte merken, sind sie doch nicht fähig, sich alle Verstecke einzuprägen.

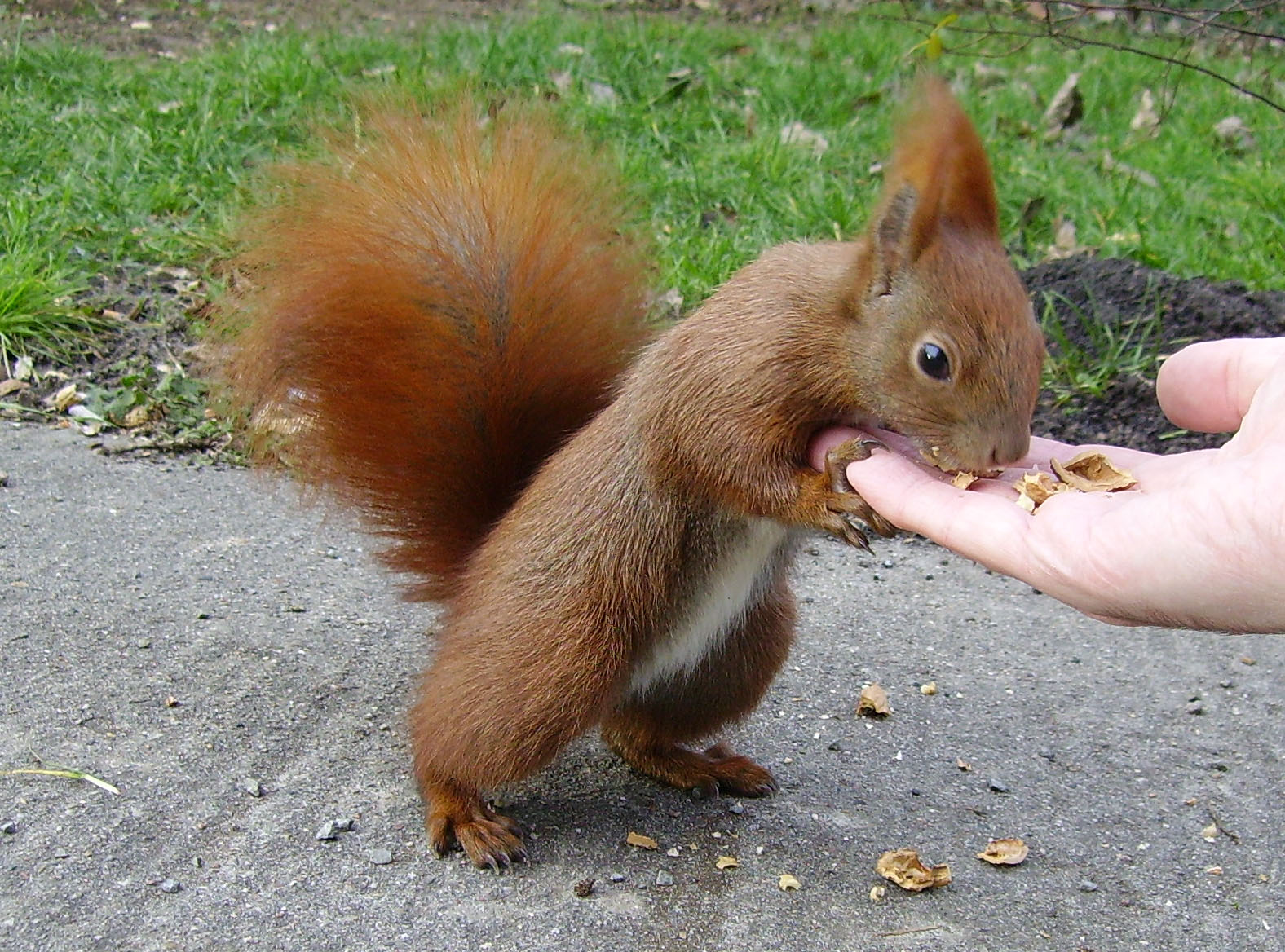
Zahmes Eichhörnchen

Das Vergraben von Vorräten ist ein Verhalten, das man vor allem bei den Populationen der europäischen Laub- und Mischwälder findet. In borealen Nadelwäldern fehlt dieses Verhalten meistens, da die immer zur Verfügung stehenden Zapfen als Winternahrung dienen können.
An manchen Orten kommt es infolge Angewöhnung vor, dass freilebende Eichhörnchen dargebotene Nahrung direkt aus der Hand von Menschen fressen, wie beispielsweise beim sogenannten Eichhörnli-Weg in Arosa. Im Leipziger Clara-Zetkin-Park bedienen sich Eichhörnchen ohne Scheu aus den Taschen von auf Parkbänken sitzenden Menschen. Im Park des Pillnitzer Schlosses bei Dresden kann man die Tiere ebenso mit der Hand füttern.
Eichhörnchen fressen Pilze, die für Menschen giftig sind.

### Fortpflanzung und Entwicklung

#### Paarung
Abhängig von Lebensraum und Nahrungsangebot sind ab Ende Dezember Paarungen zu beobachten. Die Männchen werden durch Vaginalsekrete angelockt, die von den brünstigen Weibchen verströmt werden. Bei den Annäherungsversuchen kommt es zu wilden Verfolgungsjagden. Sind die Weibchen noch nicht zur Paarung bereit, kommt es zu Kämpfen.
Sobald das Weibchen paarungsbereit ist, werden die Paarungsjagden zu einem Spiel und es wird ein Eisprung ausgelöst. Vor der Begattung gibt das Weibchen etwas Harn ab. In manchen Fällen kann es jedoch Tage dauern, bis es tatsächlich zur Paarung kommt. Ist es so weit, umklammert das Männchen die Lenden des Weibchens und begattet es von hinten, mit aufgestelltem Schwanz.
In den meisten Jahren gibt es zwei Paarungszeiten, eine im Winter, eine weitere ab dem späten Frühjahr mit Wurf zwischen Mai und August. Stehen am Jahresbeginn zu wenig Nahrungsressourcen zur Verfügung, kann die erste Paarungszeit entfallen. Treffen mehrere Männchen bei einem Weibchen ein, kann es zu aggressivem Verhalten mit Schreien und Bissen kommen. Eichhörnchen sind polygyn – die Männchen verlassen das Weibchen bald wieder und suchen neue Partnerinnen, mit der Aufzucht der Jungen haben sie nichts zu tun. Hält sich ein Männchen bis zur Geburt der Jungen in der Nähe des Weibchens auf, wird es spätestens jetzt vom Weibchen verbissen. Das Männchen wehrt sich selbst dann nicht, wenn es deutlich stärker als das Weibchen ist (Beißhemmung); das Männchen räumt dann kampflos das Feld.

#### Jungenaufzucht

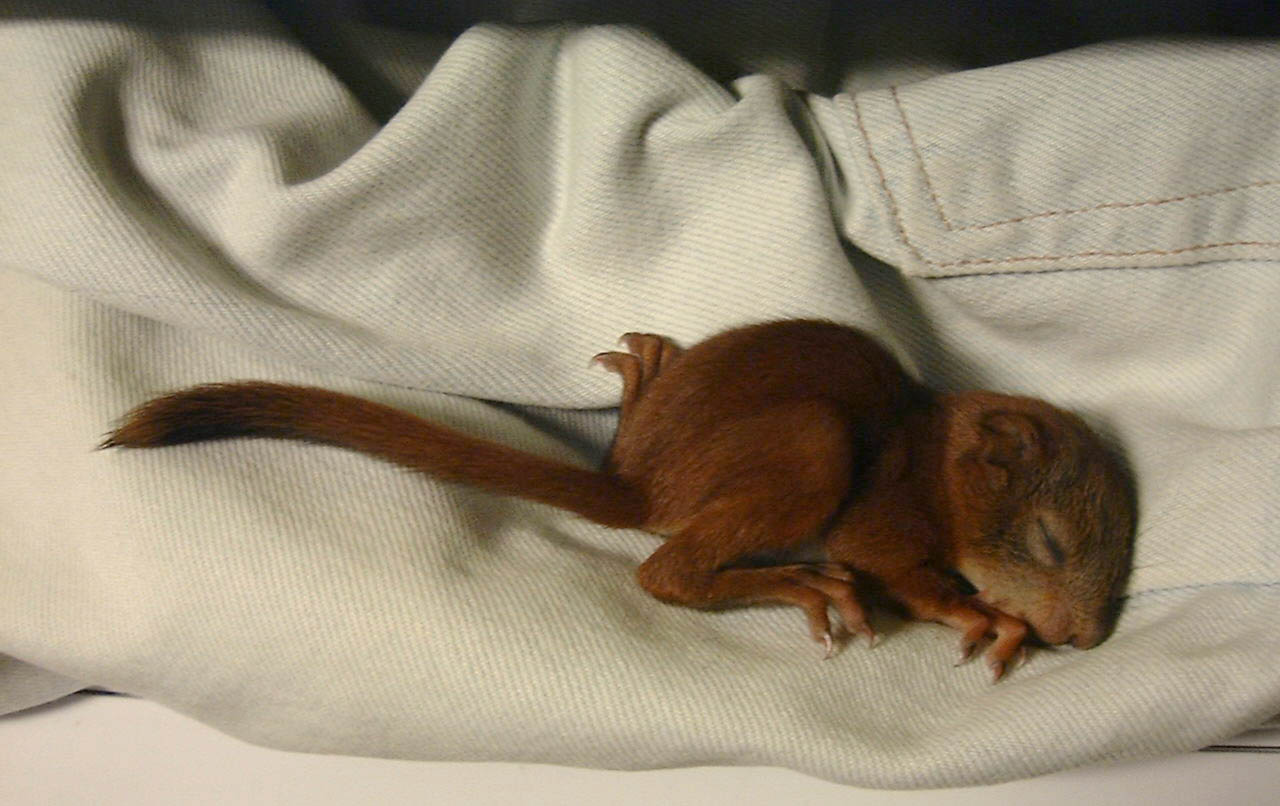
Eichhörnchen-Jungtier

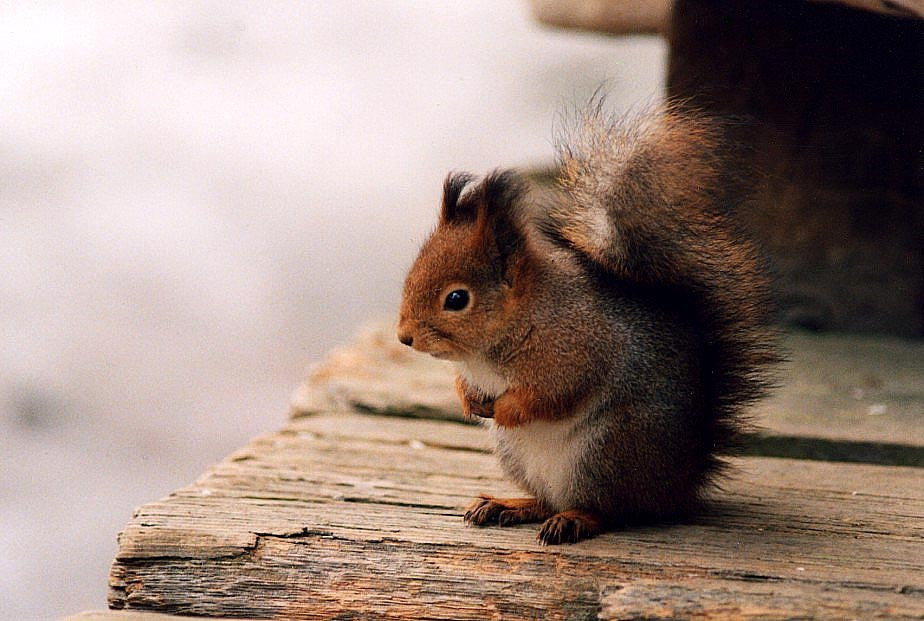
Eichhörnchen, mehrere Wochen alt

Nach einer Tragzeit von 38 Tagen kommen ein bis sechs Junge im Kobel zur Welt. Sie sind bei der Geburt nackt, taub und blind (Nesthocker) und haben ein Gewicht von etwa 8,5 g. Die Körperlänge beträgt etwa 6 cm, die Schwanzlänge bis zu 3 cm.
Die jungen Eichhörnchen sind nach drei Wochen vom ersten Haarflaum vollständig bedeckt; gleichzeitig brechen die ersten Zähne durch. Die Jungen öffnen nach 30–32 Tagen die Augen. Zwischen dem 37. und dem 41. Tag brechen die oberen Schneidezähne durch den Kiefer. Nach sechs Wochen verlassen sie erstmals das Nest, nach acht bis zehn Wochen werden sie nicht mehr gesäugt und suchen selbständig nach Nahrung. Bei Gefahr reagieren die Mütter sehr schnell und tragen ihre Jungen im Maul in einen Ausweichkobel.
Die Jungtiere bleiben noch einige Monate in der Nähe des mütterlichen Nestes. Geschlechtsreif werden Eichhörnchen schon nach elf Monaten, doch meistens ziehen sie erst nach zwei Jahren selbst Junge groß. Etwa 80 Prozent der Jungtiere überleben das erste Jahr nicht.
Überlebt ein Eichhörnchen die ersten sechs Monate, verbleibt eine durchschnittliche Lebenserwartung von drei Jahren. Selten werden Eichhörnchen sieben, in Gefangenschaft auch bis zu zehn Jahre alt.

### Fressfeinde und Parasiten
Zu den natürlichen Fressfeinden des Eichhörnchens zählt der Baummarder. Er klettert fast so geschickt wie das Eichhörnchen. Während das Eichhörnchen am Tage durch sein geringeres Gewicht im Vorteil ist, überrascht der nachtaktive Baummarder das Eichhörnchen gern im Schlaf. Weitere Feinde sind die Wildkatze, der Uhu, der Habicht und der Mäusebussard. Den Greifvögeln können die Eichhörnchen häufig entkommen, indem sie in kreisenden Bewegungen um den Baumstamm herumlaufen. In höchster Not kann sich das Eichhörnchen aus großer Höhe bis zum Boden fallen lassen, ohne sich zu verletzen. Junge Eichhörnchen fallen in den Kobeln oft Wieseln zum Opfer. In Parks und Gärten ist die Hauskatze der größte Feind des Eichhörnchens.
Eichhörnchen werden von vielen Ektoparasiten befallen. Die wichtigsten sind der Eichhörnchenfloh (Monopsyllus sciurorum) und die Eichhörnchenlaus (Neohaematopinus sciuri).
Bei Untersuchungen von Eichhörnchen in Großbritannien wurden Erreger der Lepra nachgewiesen, die teilweise auch zu tödlichen Erkrankungen führten. Bei den nachgewiesenen Bakterien Mycobacterium leprae handelt es sich den Untersuchungen der Arbeitsgruppe zufolge wahrscheinlich um einen Stamm, der sich nach einer Epidemie unter Menschen bei den Hörnchen gehalten und entwickelt hat. Neben diesen wurde als zweite Art auch Mycobacterium lepromatosis nachgewiesen.

## Systematik
Das Eurasische Eichhörnchen wird als eigenständige Art innerhalb der Gattung der Eichhörnchen (Sciurus) eingeordnet, die heute aus insgesamt 28 Arten besteht. Die wissenschaftliche Erstbeschreibung stammt von Carl von Linné, der die Art im Jahr 1758 in der 10. Auflage seines Systema Naturae als eine der ersten Hörnchenarten beschrieb und sie auch bereits der von ihm erstbeschriebenen Gattung Sciurus als einer von sechs Nagetiergattungen zuordnete. Diese enthielt neben dem eurasischen Eichhörnchen auch die amerikanischen Fuchshörnchen S. niger und S. cinereus, das Europäische Gleithörnchen (S. volans, heute Pteromys volans), das Atlashörnchen (S. getulus, heute Atlantoxerus getulus), das Streifen-Backenhörnchen (S. striatus, heute Tamias striatus) sowie die nicht zuzuordnende Art Sciurus flavus.
Variationen der Fellfarbe und der Morphologie führten zur Beschreibung von mehr als 40 Unterarten des Eichhörnchens. So ändert sich in Europa die Färbung von Süden nach Norden und Nordosten in ein reineres Grau. In einigen Gegenden kommen gleichzeitig rötliche und schwärzliche Typen vor. Vom Ural aus gesehen, wird das Fell nach Westen flacher und heller, die Färbung ist in Westeuropa und Mitteleuropa rötlich bis dunkelrot. Nach Osten wird das Fell voller und dunkler, am dunkelsten ist es in Ostsibirien. Der taxonomische Status einiger Unterarten ist unsicher, und die Anzahl der anerkannten Unterarten unterscheidet sich von Autor zu Autor. Die folgende Systematik mit 23 Unterarten sowie der Zuordnung einiger Synonyme folgt Thorington und Hoffmann (2005). Die Angaben zur Verbreitung basieren auf Sidorowicz (1971), Wiltafsky (1978), Gromow und Jerbajewa (1995) sowie Hoffmann und Smith (2008).
- S. v. fuscoater in Mitteleuropa und als russus in Frankreich
- S. v. leucourus auf Großbritannien und auf Irland
- S. v. alpinus in Südeuropa mit alpinus, numanitus, infuscatus, segurae und hoffmanni auf der Iberischen Halbinsel sowie italicus auf der Apennin-Halbinsel
- S. v. lilaeus im Westen der Balkanhalbinsel mit lilaeus und ameliae im Süden sowie croaticus im Norden
- S. v. balcanicus im Osten der Balkanhalbinsel
- S. v. vulgaris im Süden der Skandinavischen Halbinsel und als carpathicus in den Karpaten oberhalb von 600 Metern
- S. v. varius im Norden der Skandinavischen Halbinsel, auf der Kola-Halbinsel, in Finnland und in Karelien
- S. v. formosovi im Nordrussischen Tiefland
- S. v. fedjushini im Norden von Belarus und im angrenzenden Russland
- S. v. ukrainicus im Osten der Ukraine und im angrenzenden Russland sowie als kessleri im Süden von Belarus und in der Ukraine
- S. v. ognevi in Zentralrussland bis zum Ural sowie als bashkiricus im Ural und als golzmajeri südöstlich des Urals
- S. v. cinerea
- S. v. exalbidus als argenteus im Westsibirischen Tiefland sowie als kalbinensis im Altai und in Xinjiang
- S. v. altaicus in den Südsibirischen Gebirgen
- S. v. martensi einschließlich jenissejensis im Mittelsibirischen Bergland
- S. v. arcticus einschließlich jacutensis im Südosten Sachas, in Magadan und auf Kamtschatka
- S. v. anadyrensis auf der Tschuktschen-Halbinsel
- S. v. fusconigricans in Daurien und im Norden der Mongolei
- S. v. dulkeiti in Chabarowsk und auf den Schantarinseln
- S. v. rupestris auf Sachalin
- S. v. mantchuricus in der Mandschurei, in der Primorje und auf der Koreanischen Halbinsel
- S. v. chiliensis im Osten Chinas
- S. v. orientis auf Hokkaidō

## Status, Bedrohung und Schutz

### Genereller Status
Die IUCN (International Union for Conservation of Nature) stuft das Eichhörnchen aufgrund des sehr großen Verbreitungsgebietes und der großen Bestände als nicht gefährdet (Least Concern) ein. Global wird keine Gefährdung der Bestände gesehen, obwohl es regional zu Rückgängen durch Lebensraumverluste und Fragmentierung der verfügbaren Lebensräume kommt.
Vor allem in der Mongolei stellt die starke Bejagung als Pelztier und der Pelzhandel ein potenzielles Risiko für die Eichhörnchenbestände dar.
In Deutschland gehört das Eichhörnchen nach der Bundesartenschutzverordnung als heimische Art zu den „besonders geschützten Arten“. Die Tiere dürfen daher nicht gejagt, gefangen, getötet oder privat gehalten werden. Ebenso dürfen Kobel nicht entfernt und nicht geleert werden.

### Konkurrenz durch Grauhörnchen

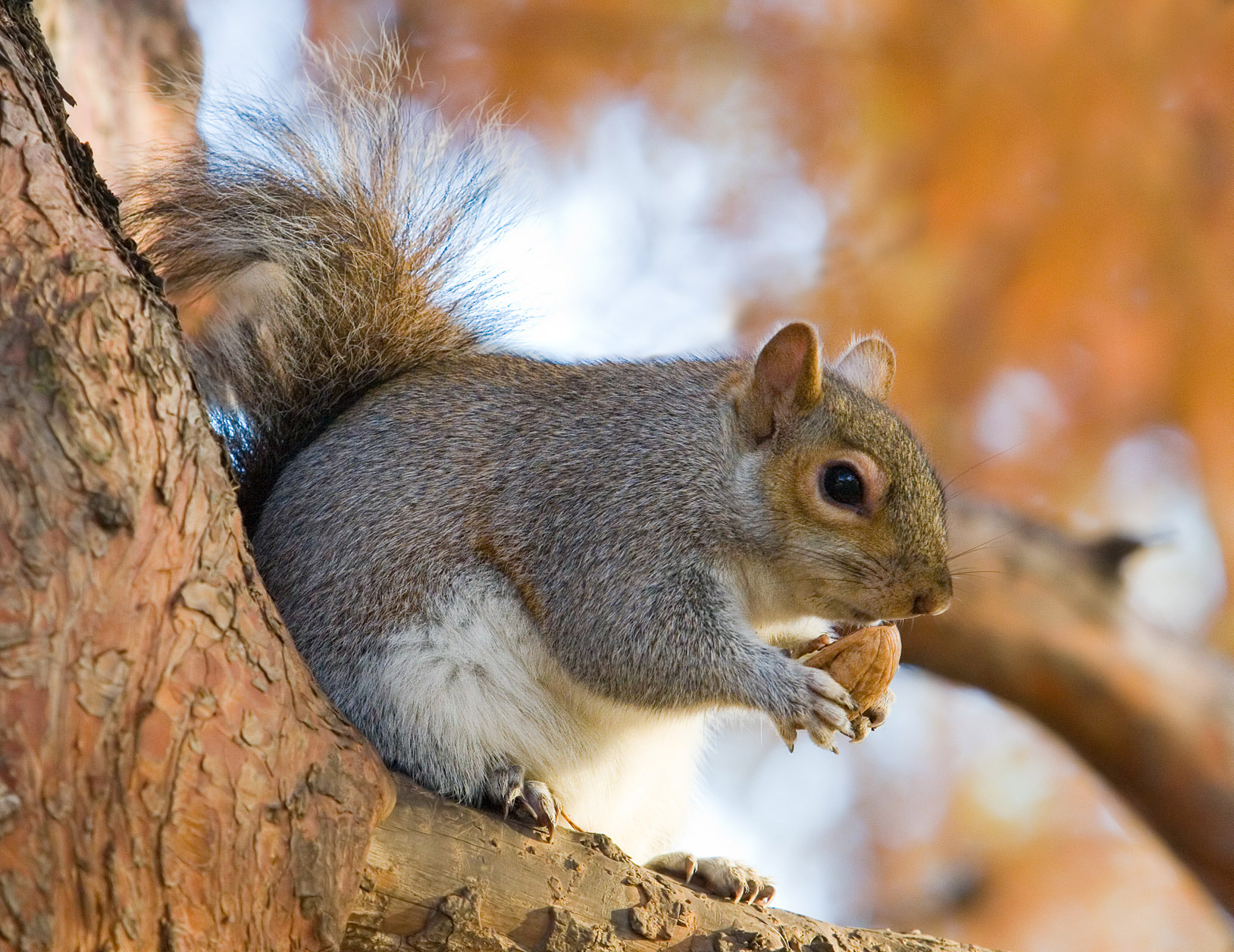
Das Grauhörnchen (Sciurus carolinensis) verdrängt auf den britischen Inseln allmählich das Europäische Eichhörnchen

Das in Großbritannien, Irland und Italien als Neozoon eingebürgerte nordamerikanische Grauhörnchen führt in Regionen gleichen Vorkommens zu einem dramatischen Bestandsrückgang des Europäischen Eichhörnchens aufgrund der Konkurrenz. Das Grauhörnchen ist erfolgreicher als das heimische Eichhörnchen, weil es die im Herbst vergrabenen Nahrungsvorräte mit größerer Sicherheit wiederfindet und dabei außerdem die Vorräte des heimischen Eichhörnchens nutzt. Befürchtet wird, dass ein Vordringen der Grauhörnchen auf dem Kontinent das Eichhörnchen hier weiter zurückdrängen könnte und die Grauhörnchen weite Teile des Verbreitungsgebiets der Eichhörnchen besiedeln könnten. Allerdings gilt die Überlegenheit der Grauhörnchen nur für Laub- und Mischwaldhabitate, in Nadelwäldern dagegen können sich die Eichhörnchen weiter gegen die nordamerikanischen Konkurrenten behaupten.
Hinzu kommt, dass Grauhörnchen nicht durch eine Infektion mit dem Parapoxvirus der Hörnchen an Parapocken erkranken und dass sie das Virus als Reservoirwirte an das Eichhörnchen übertragen, für das diese Virusinfektion oft tödlich ist. Bei Studien in Großbritannien wurde festgestellt, dass mehr als 60 Prozent der Grauhörnchen mit dem Virus infiziert sind und dass die Verdrängung des Eichhörnchens in Gebieten, in denen das Virus festgestellt wurde, etwa 20-mal so schnell stattfindet wie in Gebieten ohne Virusnachweis. In Italien wurde das Virus bislang nicht festgestellt.
Einer irischen Studie zufolge kann eine ausreichende Population von Baummardern die Verdrängung der Europäischen Eichhörnchen durch das Grauhörnchen verhindern. Wissenschaftler vermuten, dass die Europäischen Eichhörnchen vergleichsweise sicherer vor dem Baummarder sind, weil sie flinker sind als die Grauhörnchen und sich zur Nahrungsaufnahme seltener auf dem Boden aufhalten.

### Eichhörnchen als Neozoon
Vor allem in Japan, wo das Eichhörnchen nicht heimisch ist, wird es regelmäßig als Haustier eingeführt. Durch eine unkontrollierte Verbreitung stellt es hier ein potenzielles Risiko für die Bestände des Japanischen Eichhörnchens (Sciurus lis) dar, mit dem es sehr nah verwandt ist.

## Eichhörnchen in der Kultur

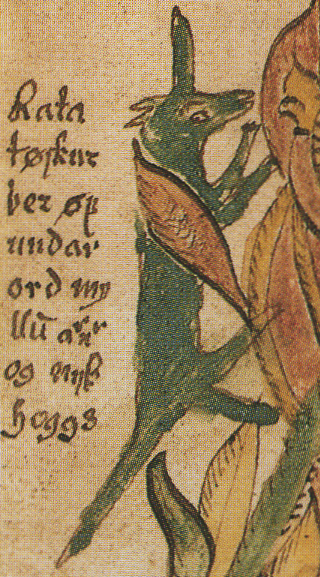
Ratatöskr an der Weltenesche Yggdrasil. Aus einer isländischen Handschrift des 17. Jahrhunderts.

Von der in der Antike verbreiteten Ansicht, dass sich Eichhörnchen mit ihrem gewaltigen Schwanz selber Schatten geben könnten, stammt ihr griechischer (in die wissenschaftliche Gattungsbezeichnung eingegangener) Name σκιοῦρος skiuros („Schattenschwanz“).
In der nordischen Mythologie findet man das Eichhörnchen Ratatöskr, das an der Weltenesche Yggdrasil auf und ab läuft.
Eichhörnchenfelle werden seit alters zur Herstellung von Kleidungsstücken benutzt, die Felle werden als Feh bezeichnet. Die Winterfelle der sibirischen Unterarten des Europäischen Eichhörnchens mit dem blaugrauen Rücken und der weißen Bauchseite galten als besonders wertvoll. Das verarbeitete Fell wird als symbolhaftes Standeskennzeichen als heraldisches Feh in Wappen dargestellt.
Dass Eichhörnchen früher auch gegessen wurden, belegen Funde von Überresten in den jungsteinzeitlichen Pfahlbauten der Schweiz.
Die Stadt Eckernförde sowie die Gemeinden Westensee und Emkendorf u. a. zeigen das Tier jeweils auf dem Wappen, siehe Eichhörnchen (Wappentier).
Das Eurasische Eichhörnchen ist zusammen mit dem Grauhörnchen Namensgeber des Asteroiden (7334) Sciurus, da diese Tiere in der Umgebung vieler Observatorien vorkommen.